# Guerra de sucesión española
La guerra de sucesión española fue una guerra internacional entre grandes potencias europeas que duró desde 1701 hasta la firma del Tratado de Utrecht en 1713. Tuvo como causa fundamental la muerte sin descendencia de Carlos II de España, último representante de la Casa de Habsburgo, en noviembre de 1700, lo que dio lugar a una lucha por el control del Imperio Hispánico entre los partidarios de las dinastías reclamantes de los Borbones y los Habsburgo. Su heredero oficial era Felipe de Anjou, nieto de Luis XIV de Francia, cuyos principales partidarios eran Francia y la mayor parte de España. Su rival, el archiduque Carlos de Austria, contaba con el apoyo de la Gran Alianza, cuyos principales miembros incluían a Austria, la República neerlandesa y Gran Bretaña. La guerra dejó como principal consecuencia la instauración de la Casa de Borbón en el trono de España. Entre los conflictos relacionados importantes se incluyen la Gran Guerra del Norte de 1700 a 1721 y la Guerra de la reina Ana en América del Norte.
Si bien para 1701 España ya no era la potencia europea predominante, su imperio global todavía incluía los Países Bajos Españoles, grandes partes de Italia y América. La posibilidad de su adquisición por parte de Francia o Austria amenazaba el equilibrio de poder europeo, y la proclamación de Felipe como rey de España el 16 de noviembre de 1700 condujo a la guerra. Los franceses mantuvieron la ventaja en las primeras etapas, pero se vieron obligados a adoptar una postura defensiva después de 1706. Aunque los aliados continuaron avanzando en el norte de Francia, para 1709 Felipe había consolidado su posición en España, la causa aparente de la guerra.
En el interior del país, la guerra de sucesión evolucionó hasta convertirse en una guerra civil entre borbónicos, cuyo principal apoyo lo encontraron en Castilla, y austracistas, mayoritarios en Aragón, cuyos últimos rescoldos no se extinguieron hasta 1714, con la capitulación de Barcelona, y 1715, con la rendición de Mallorca ante las fuerzas de Felipe V. 
Cuando el emperador José I murió en 1711, el archiduque Carlos sucedió a su hermano como emperador del Sacro Imperio Romano Germánico. En tanto una unión de España y Austria era tan mal recibida como una con Francia, el nuevo gobierno británico argumentó que no tenía sentido continuar. A esas alturas, sólo los subsidios británicos mantenían a sus aliados en la guerra, y su retirada condujo a la Paz de Utrecht en 1713, seguida de los tratados de Rastatt y Baden en 1714.
Felipe fue confirmado como rey de España, pero renunció a su derecho y al de sus descendientes al trono francés. Para la Monarquía Hispánica, las principales consecuencias de la guerra fueron la pérdida de sus posesiones europeas, incluyendo gran parte de sus territorios italianos a favor de Saboya y Austria, junto con los Países Bajos Españoles, aunque permaneció prácticamente intacto fuera de Europa. Asimismo, la abolición de las leyes e instituciones de la Corona de Aragón, lo que puso fin al modelo «federal» de monarquía, o «monarquía compuesta», de los austrias. Gran Bretaña recibió Gibraltar y Menorca y obtuvo importantes concesiones comerciales en las Américas españolas. Para los neerlandeses, a pesar de haber logrado su ansiado Tratado de la Barrera, la guerra se considera el comienzo de su declive como gran potencia europea. Aunque Luis XIV logró colocar a su nieto en el trono español, Francia quedó económicamente agotada.

## Situación política previa

### Los tratados de partición de los territorios de la «monarquía católica» de Carlos II

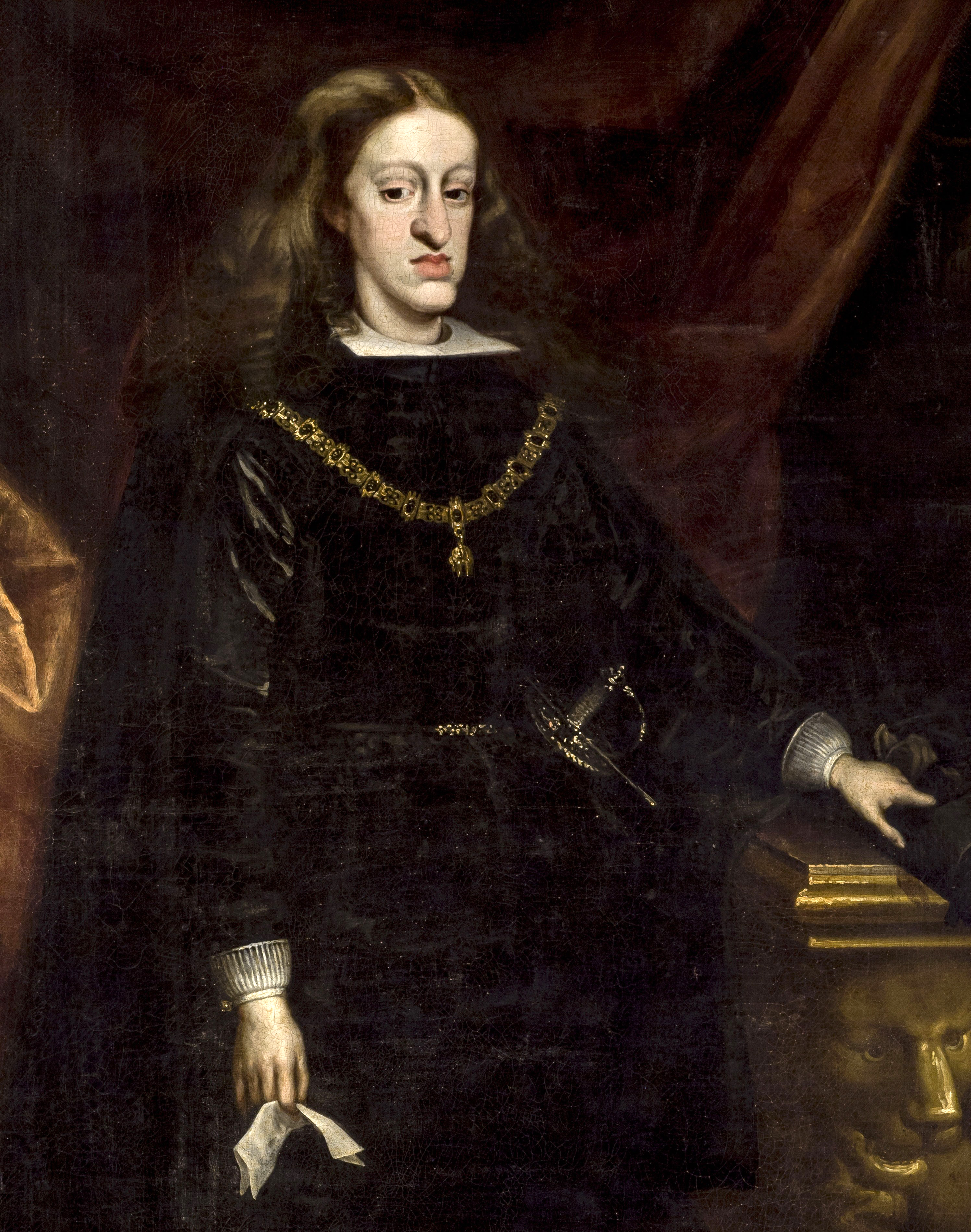
Carlos II de España, último rey español de la dinastía Habsburgo, por Juan Carreño Miranda.

De las dos hijas de Felipe III de España (1598-1621), la mayor, Ana, se casó con Luis XIII de Francia, y la menor, María Ana, con el futuro emperador de los Habsburgo, Fernando III. Dos hijos de estos matrimonios, Luis XIV y el emperador Leopoldo I, respectivamente, se casaron con sus primas españolas María Teresa y Margarita Teresa, hijas de Felipe IV y hermanas de Carlos II.
Por consiguiente, cuando la hija de Margarita, María Antonia, que en 1685 se casó con el elector de Baviera, Maximiliano II Emanuel, dio a luz en 1692 a un hijo, el príncipe elector José Fernando, este príncipe pudo ser considerado heredero presunto de Carlos II. Sin embargo, Leopoldo I había persuadido a María Antonia para que le concediera el derecho a la sucesión de su madre a él y a los hijos de su tercer matrimonio, con Leonor de Palatinado-Neoburgo. La validez de esta concesión, en la que se basaban las reclamaciones inmediatas de los Habsburgo a la sucesión, era dudosa. La reclamación de los Borbones era igualmente dudosa, al estar basada en la indiferencia hacia los actos de renuncia realizados por las reinas francesas. La reclamación del príncipe elector José Fernando, por otro lado, parecía superior a ambas.
Carlos II de España, el último rey de España de la Casa de Habsburgo, sucedió a su padre Felipe IV a la edad de cuatro años en 1665. Carlos sufrió largos períodos de mala salud durante gran parte de su vida, que le ganaron el apodo de el Hechizado, y debido a su enfermedad, no pudo dejar descendencia. Durante décadas, y en particular en los años previos a su muerte —en noviembre de 1700— la cuestión sucesoria se convirtió en asunto internacional e hizo evidente que España constituía un botín tentador para las distintas potencias europeas. Por ejemplo, en 1670 Carlos II de Inglaterra acordó apoyar los derechos sucesorios de Luis XIV de Francia, mientras que la Gran Alianza de 1689 comprometió a Inglaterra y la República neerlandesa a respaldar los de Leopoldo I, emperador del Sacro Imperio Romano Germánico.
Tanto el rey Luis XIV de Francia, de la Casa de Borbón, como el emperador Leopoldo I del Sacro Imperio Romano Germánico, de la Casa de Habsburgo, alegaban derechos a la sucesión española debido a que ambos estaban casados con infantas españolas hijas del rey Felipe IV, padre de Carlos II, y, además, las madres de ambos eran hijas del rey Felipe III, abuelo de Carlos II. Tanto la madre como la esposa de Luis XIV, Ana de Austria y María Teresa de Austria, respectivamente, habían nacido antes que sus respectivas hermanas, María de Austria y Margarita de Austria, madre y esposa del emperador Leopoldo I.
El rey Luis XIV había estado casado con María Teresa de Austria, hermana mayor de Carlos II, y el Gran Delfín de Francia, único hijo primogénito de ambos que seguía con vida, parecía ser el descendiente del «rey católico» con más derechos a la Corona española. Sin embargo, en su contra jugaba el hecho de que tanto Ana de Austria como María Teresa de Austria habían renunciado a sus derechos sucesorios a la Corona de España, por ellas y por sus descendientes, con la firma del Tratado de los Pirineos. Además, como el Gran Delfín era heredero también al trono francés, la reunión de ambas coronas hubiese significado, en la práctica, la unión de España —con su vasto imperio— y Francia bajo una misma dirección, en un momento en el que Francia era lo suficientemente fuerte como para poder imponerse como potencia hegemónica.
Por su parte el emperador Leopoldo I había estado casado con Margarita de Austria, hermana de Carlos II, y la hija de ambos, María Antonia de Austria, fue depositaria de los derechos de sucesión de la Monarquía Hispánica ante la posible muerte de Carlos II, pero esta falleció en 1692, antes de la muerte de Carlos II. Así, los hijos del emperador Leopoldo I, primos hermanos de Carlos II, que seguían vivos pedían su derecho sucesorio, aunque estos tenían un parentesco menor que el Gran Delfín ya que su madre no era española, sino la alemana Leonor de Neoburgo, así que, como ha señalado Joaquim Albareda, «en términos legales la cuestión sucesoria era enrevesada, ya que ambas familias [Borbones y Austrias] podían reclamar derechos a la corona [española]».

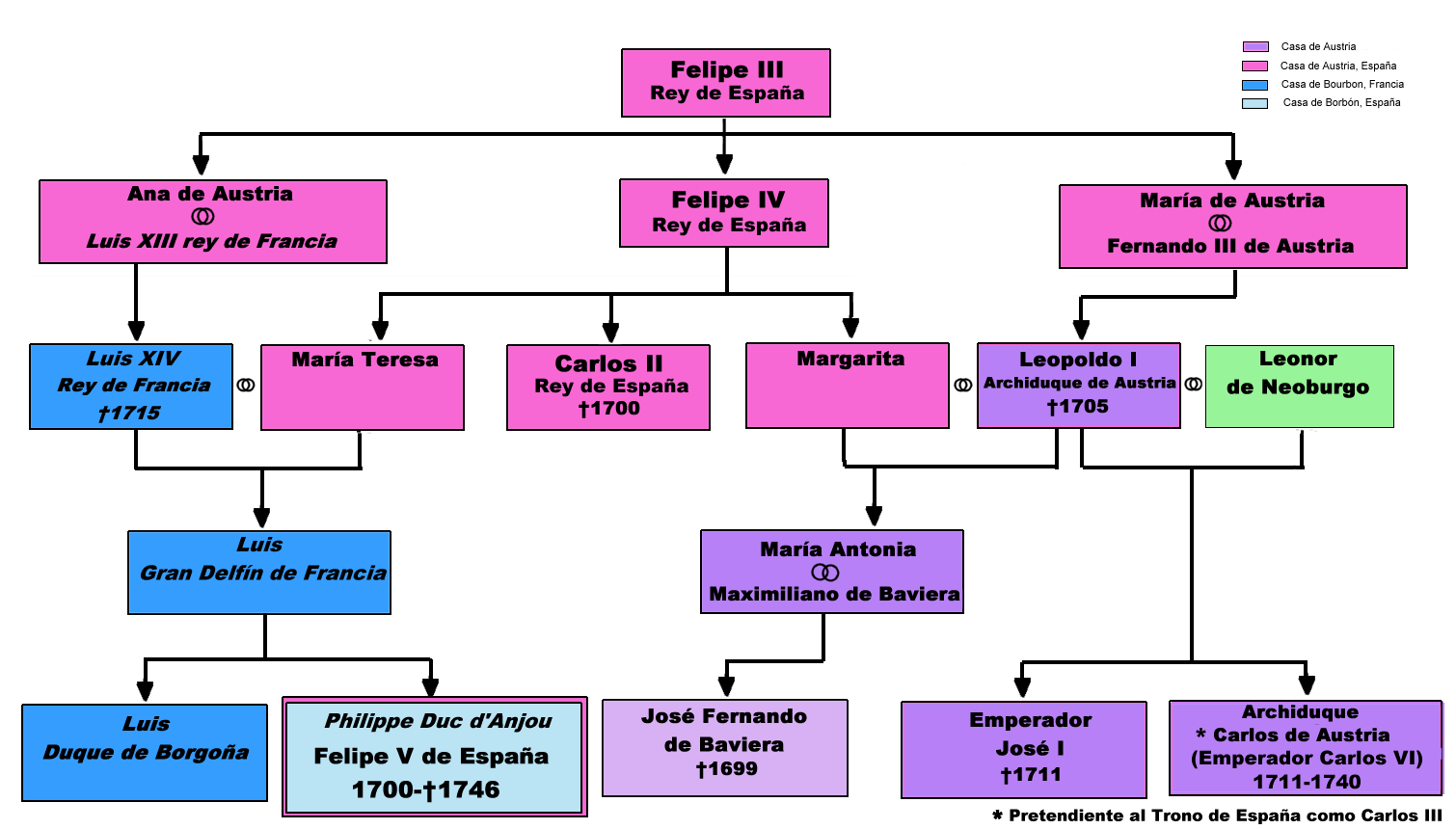
Lazos familiares de José Fernando de Baviera, Felipe de Anjou y el archiduque Carlos con la Casa de Austria (la Casa de Habsburgo en España).

Por otro lado, las otras dos grandes potencias de la Europa Occidental, Inglaterra y los Países Bajos, veían con preocupación la posibilidad de la unión de las Coronas francesa y española a causa del peligro que para sus intereses supondría la emergencia de una potencia de tal orden. También ofrecían problemas los hijos de Leopoldo I, puesto que la elección de alguno de los dos como heredero supondría la resurrección de un imperio semejante al de Carlos I de España del siglo XVI (deshecho por la división de su herencia entre su hijo Felipe II de España y su hermano Fernando I de Habsburgo). Un temor compartido por Luis XIV, que no quería que se repitiera la situación de los tiempos de Carlos I de España, en la que el eje España-Austria aisló fatalmente a Francia. Aunque tanto Luis XIV como Leopoldo I estaban dispuestos a transferir sus pretensiones al trono a miembros más jóvenes de su familia —Luis al hijo más joven del delfín, Felipe de Anjou, y Leopoldo a su hijo menor, el archiduque Carlos—, tanto Inglaterra como los Países Bajos apoyaron una tercera opción, que también era bien vista por la corte española, la de la elección del hijo del elector de Baviera, José Fernando de Baviera, único hijo de María Antonia de Austria, nieto de Leopoldo I, bisnieto de Felipe IV y sobrino nieto del rey Carlos II. El candidato bávaro parecía la opción menos amenazante para las potencias europeas, así que el rey Carlos II nombró a José Fernando de Baviera como su sucesor y heredero de todos los reinos, estados y señoríos de la Monarquía Hispánica.
Para evitar la formación de un bloque hispano-alemán que ahogara a Francia, Luis XIV auspició el Primer Tratado de Partición, firmado en La Haya en 1698, a espaldas de España. Según este tratado, a José Fernando de Baviera se le adjudicaban los reinos peninsulares (exceptuando Guipúzcoa), Cerdeña, los Países Bajos españoles y las Indias, quedando el Milanesado para el archiduque Carlos y Nápoles, Sicilia, los presidios de Toscana y Finale y Guipúzcoa para el delfín de Francia, como compensación por su renuncia a la Corona hispánica.

### El testamento de Carlos II
En la última década del siglo XVII, se extendió en la corte de Madrid una opinión favorable a que se convocasen las Cortes de Castilla para que resolvieran la cuestión sucesoria, si el rey Carlos II, como era previsible moría sin descendencia. Esta opción era apoyada por la reina Mariana de Neoburgo, el embajador del Sacro Imperio Aloisio de Harrach, por algunos miembros del Consejo de Estado y del Consejo de Castilla, que ya en 1694 defendieron «la reunión de Cortes como único remedio de salvar la Monarquía». Sin embargo, frente a esta opción «constitucionalista» se impuso la posición absolutista, que defendía que era el rey quien en su testamento debía resolver la cuestión.

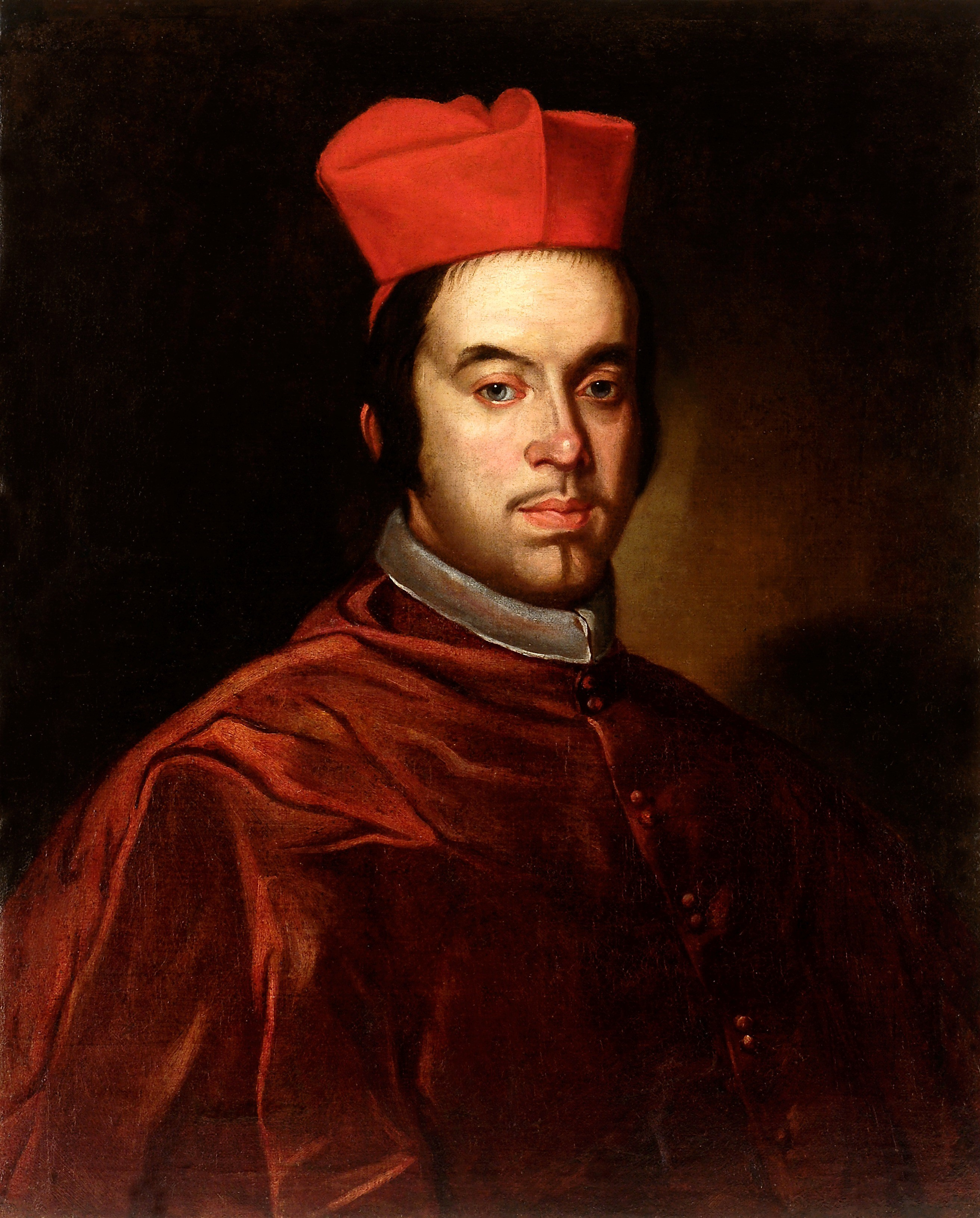
Retrato del cardenal Portocarrero, por Juan Carreño de Miranda.

En 1696, cuando Carlos II testó a favor de José Fernando de Baviera y, sobre todo, cuando en el año 1698 se conoció en Madrid la firma del Primer Tratado de Partición, que dejaba al archiduque Carlos únicamente con el Milanesado, se formó en la corte un «partido alemán» (o austracista) para presionar al rey para que cambiara su testamento en favor del segundo hijo del emperador. Ese «partido alemán» estaba encabezado por Juan Tomás Enríquez de Cabrera, almirante de Castilla y por el conde de Oropesa, presidente del Consejo de Castilla y primer ministro de facto, y el conde de Aguilar, y contaba con el apoyo de la reina y del embajador del Imperio. Frente a él se alzaba el «partido bávaro», encabezado por el cardenal Luis Fernández Portocarrero, y el embajador de Luis XIV, el marqués de Harcourt, que seguía presionando para defender los derechos de Felipe de Anjou.
La cuestión sucesoria se convirtió en una grave crisis política a partir de febrero de 1699 cuando se produjo la muerte prematura del candidato escogido por Carlos II, José Fernando de Baviera —de seis años de edad—, lo que llevó al Segundo Tratado de Partición, también a espaldas de España. Bajo tal acuerdo el archiduque Carlos era reconocido como heredero, pero dejando todos los territorios italianos de España, además de Guipúzcoa, a Francia. Si bien Francia, los Países Bajos e Inglaterra estaban satisfechas con el acuerdo, Austria no lo estaba y reclamaba la totalidad de la herencia española. Tampoco fue aceptado por la corte española, encabezada por el cardenal Portocarrero, porque además de imponer un heredero suponía la desmembración de los territorios de la Monarquía. El «partido bávaro» del cardenal Portocarrero, al haberse quedado sin candidato, se acabó inclinando por Felipe de Anjou. Nació así el «partido francés» que acabaría ganándole la partida al «partido alemán», gracias entre otras razones a la eficaz gestión del embajador Harcourt —que no excluyó el soborno entre la Grandeza de España— «frente al ineficaz embajador austríaco Aloisio de Harrach, cuyas relaciones con la reina, por si fuera poco, nunca fueron buenas». «Mientras Carlos II era sometido a exorcismos para librarse de supuestos hechizos». El marqués de Villafranca, uno de los miembros más destacados del grupo de Portocarrero, justificó así la decisión a favor del candidato francés:

Mirando a la manutención entera de esta Monarquía hay poco que dudar, o nada, en que solo entrando en ella uno de los hijos del delfín, segundo o tercero, se puede mantener

Así pues, Carlos II, persuadido también por la presión de Harcourt, de que la «opción francesa» era la mejor para asegurar la integridad de la «monarquía católica» y del Imperio español —y ello a pesar de las cuatro guerras que se habían mantenido contra Luis XIV a lo largo de su reinado: guerra de Devolución entre 1667 y 1668; guerra de Holanda entre 1673 y 1678; guerra de las Reuniones entre 1683 y 1685; y guerra de los Nueve Años entre 1688 y 1697— testó el 2 de octubre de 1700, un mes antes de su muerte, a favor de Felipe de Anjou, hijo segundo del delfín de Francia y nieto de Luis XIV, a quien nombró «sucesor... de todos mis Reinos y dominios, sin excepción de ninguna parte de ellos» —con lo que invalidaba los dos tratados de partición—.

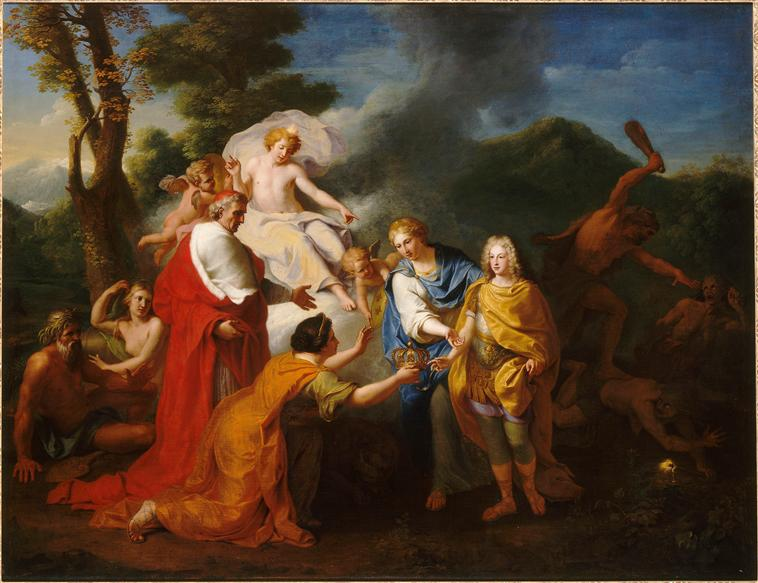
Alegoría del reconocimiento del duque de Anjou como rey de España, por Henri Antoine de Favanne (1704).

En el testamento Carlos II establecía dos normas de gran importancia y que el futuro Felipe V no cumpliría. La primera era el encargo expreso a sus sucesores de que mantuvieran «los mismos tribunales y formas de gobierno» de su Monarquía y de que «muy especialmente guarden las leyes y fueros de mis reinos, en que todo su gobierno se administre por naturales de ellos, sin dispensar en esto por ninguna causa; pues además del derecho que para esto tienen los mismos reinos, se han hallado sumos inconvenientes en lo contrario». Así decía que la «posesión» de «mis Reinos y señoríos» por Felipe de Anjou y el reconocimiento por «mis súbditos y vasallos...» [como] «su rey y señor natural» debía ir precedida por «el juramento que debe hacer de observar las leyes, fueros y costumbres de dichos mis Reinos y señoríos», además de que en el resto del testamento se incluían nueve referencias directas más al respeto de las «leyes, fueros, constituciones y costumbres». Según Joaquim Albareda, todo esto manifiesta la voluntad de Carlos II de «asegurar la conservación de la vieja planta política de la monarquía frente a previsibles mutaciones que pudieran acontecer, de la mano de Felipe V». La segunda norma era que Felipe debía renunciar a la sucesión de Francia, para que «se mantenga siempre desunida esta monarquía de la corona de Francia».
En conclusión, la elección de Felipe de Anjou se debió a que el gobierno español tenía como prioridad principal la conservación de la unidad de los territorios del Imperio español, y Luis XIV de Francia era en ese momento el monarca con mayor poder de Europa y, por ello, prácticamente el único capaz de poder llevar a cabo dicha tarea.

### La aceptación del testamento por Luis XIV y la ruptura del Segundo Tratado de Partición
El 1 de noviembre de 1700 se produjo la muerte de Carlos II —tres días antes había nombrado una Junta de Gobierno al frente de la cual había situado al cardenal Portocarrero—. El 9 de noviembre se confirmaba en Versalles que Carlos II había nombrado como su sucesor al segundo hijo del delfín de Francia, Felipe de Anjou, lo que abrió un debate entre los consejeros de Luis XIV ya que la aceptación del testamento supondría la ruptura del Segundo Tratado de Partición suscrito en marzo con el Reino de Inglaterra y con las Provincias Unidas. 
Con la muerte de Carlos II, Luis XIV se enfrentó a un dilema: si aceptaba el testamento, se enfrentaba a la perspectiva de una guerra con Leopoldo I, que podría tener el apoyo de las potencias marítimas (Inglaterra y las Provincias Unidas). Si rechazaba el testamento y se atenía al Tratado de la Segunda Partición, la herencia (según los términos del testamento) pasaría a los Habsburgo y Francia tendría que luchar por las posesiones prometidas por el tratado. El embajador francés en Londres relató la duda de Luis XIV: «se sentía contento por la reunión de las dos monarquías, pero preveía que ello podía conducir a una guerra que se había propuesto evitar».

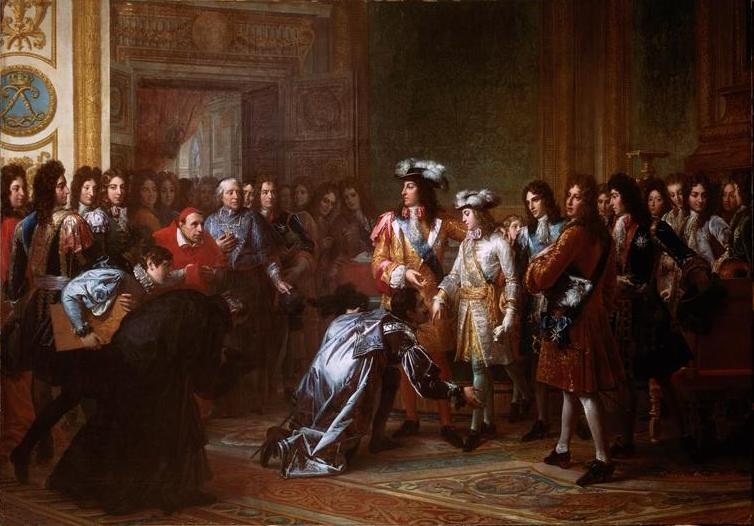
Proclamación de Felipe V como rey de España en el Palacio de Versalles (Francia) el. Pintura de François Gérard.

Como la guerra parecía inevitable en ambos casos, Luis eligió la primera alternativa y respaldó el testamento, reconociendo a Felipe, duque de Anjou, como Felipe V de España. El 12 de noviembre de 1700, hizo pública la aceptación de la herencia en una carta destinada a la reina viuda de España en la que decía:

Nuestro pensamiento se aplicará cada día a restablecer, por una paz inviolable, la monarquía de España al más alto grado de gloria que haya alcanzado jamás. Aceptamos en favor de nuestro nieto el duque d'Anjou el testamento del difunto rey católico.

La guerra podría haber seguido siendo simplemente un forcejeo entre el rey de Francia y el emperador si Luis no hubiera actuado con altiva arrogancia y provocado a Inglaterra y las Provincias Unidas a entrar en la guerra. 

Retrato oficial de Luis XIV de Francia, por Hyacinthe Rigaud (1702).

El 16 de noviembre, el rey de Francia, ante una asamblea compuesta por la familia real, altos funcionarios del reino y los embajadores extranjeros, presentó al duque de Anjou con estas palabras:

Señores, aquí tenéis al rey de España.

Pero a continuación le dirigió a su nieto una frase que inquietó al resto de potencias europeas, cuya respuesta no se haría esperar:

Sé buen español, ese es tu primer deber, pero acuérdate de que has nacido francés, y mantén la unión entre las dos naciones; tal es el camino de hacerlas felices y mantener la paz de Europa.

Tampoco pasó desapercibida la frase a la Junta de Gobierno del cardenal Portocarrero —ya que vulneraba el testamento del rey Carlos II, que prohibía expresamente la unión de las dos coronas— sobre todo cuando el embajador español en la corte de Versalles le comunicó al cardenal lo que le había dicho Luis XIV durante la entrevista que mantuvieron el mismo día de la presentación de Felipe V:

Ya no hay Pirineos; dos naciones, que de tanto tiempo a esta parte han disputado la preferencia, no harán en adelante más de un solo pueblo.

Estos temores se confirmaron al mes siguiente cuando Luis XIV hizo una declaración formal de conservar el derecho de sucesión de Felipe V al trono de Francia —legalizada en virtud de cartas otorgadas por el Parlamento de París del 1 de febrero de 1701—, lo que abría «la puerta a una eventual unión de España y Francia, se violaba el testamento de Carlos II y se amenazaba el equilibrio europeo». Al mismo tiempo Luis XIV ordenó que tropas francesas ocuparan en nombre de Felipe V la noche del 5 al 6 de febrero las plazas fuertes de la barrera de los Países Bajos españoles (Nieuwpoort, Oudenaarde, Ath, Mons, Charleroi, Namur y Luxemburgo), debido «al poco entusiasmo de los Estados Generales de los Países Bajos españoles por jurar al duque de Anjou como rey de España», lo que por otro lado provocó «un verdadero pánico en la Bolsa de Londres» ya que podía ser el inicio de una guerra al suponer la ocupación de esas plazas fuertes que estaban en manos de las Provincias Unidas de los Países Bajos una violación del Tratado de Rijswijk de 1697. Además los enviados de Luis XIV empezaron a hacer cambios institucionales en los Países Bajos del Sur y a incrementar los impuestos. A la muerte (septiembre de 1701) del exiliado Jacobo II de Inglaterra, Luis reconoció al hijo de Jacobo como rey Jacobo III. Durante 1701 también dejó claro que los comerciantes franceses, en el futuro, gozarían de derechos exclusivos para participar en el comercio de esclavos con las colonias españolas en América.

## Felipe V sube al trono

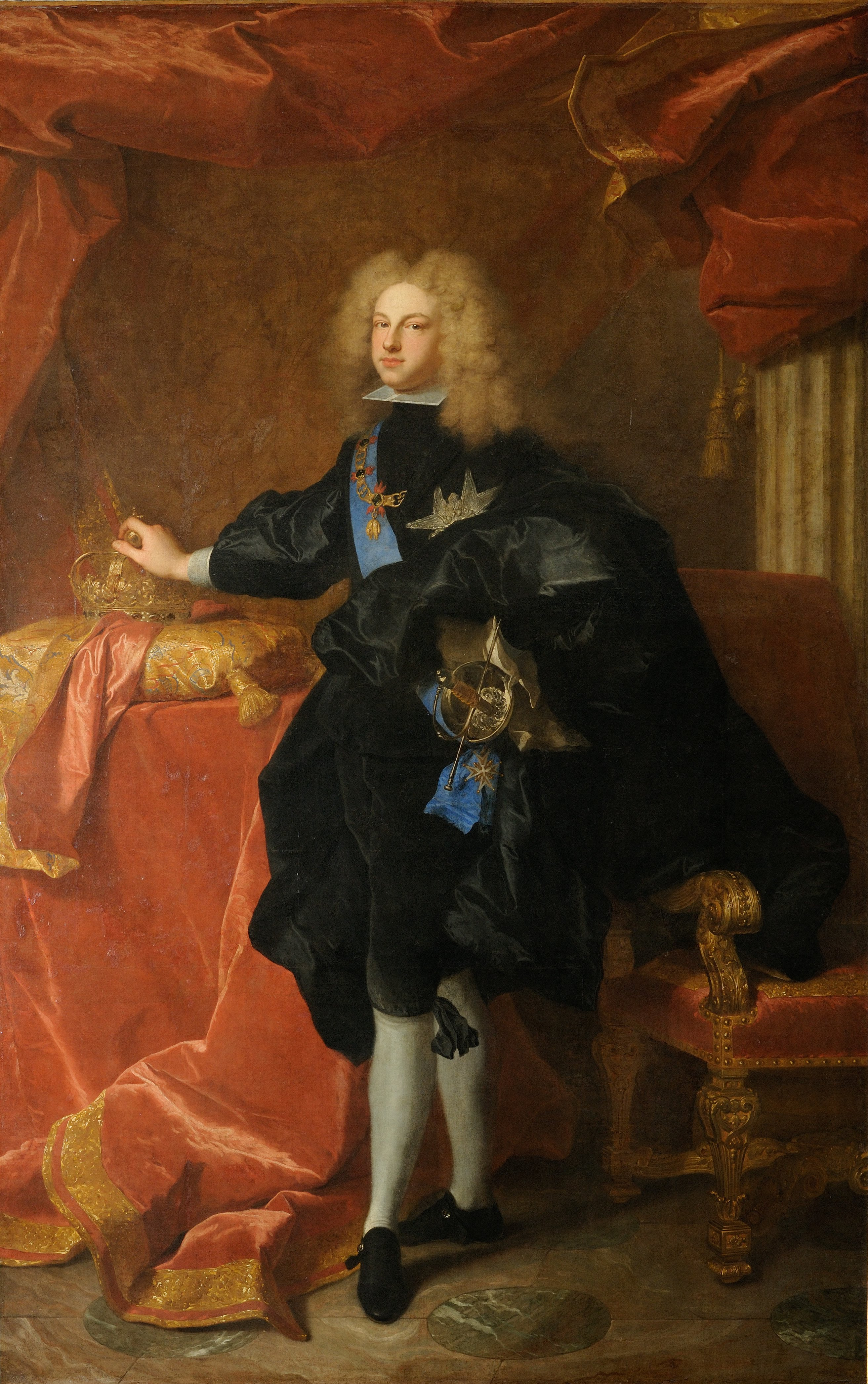
Felipe de Borbón, duque de Anjou, por Hyacinthe Rigaud (1701).

Felipe de Anjou entró en España por Vera de Bidasoa (Navarra), llegando a Madrid el 17 de febrero de 1701. El pueblo madrileño, hastiado del largo y agónico reinado de Carlos II, lo recibió con una alegría delirante y con esperanzas de renovación. Pronto el nuevo rey Felipe V de España, sería conocido, no sin cierta ironía, con el sobrenombre de el Animoso.
Fue ungido como rey en Toledo por el cardenal Portocarrero y proclamado como tal por las Cortes de Castilla reunidas el 8 de mayo de 1701 en el Real Monasterio de San Jerónimo. El 17 de septiembre Felipe V juró los Fueros del Reino de Aragón y luego se dirigió a Barcelona donde había convocado las Cortes catalanas. Allí el 4 de octubre de 1701 juró las Constituciones catalanas y mientras las Cortes estuvieron reunidas tuvo que permanecer en la capital del Principado. Finalmente a principios de 1702 pudo clausurar las Cortes después de verse obligado a hacer importantes concesiones —como la creación del Tribunal de Contrafacciones—, reforzándose así la concepción pactista de las relaciones entre el soberano y sus vasallos. Como recordó un memorial presentado por las instituciones catalanas: «en Cataluña quien hace las leyes es el rey con la corte» y «en las Cortes se disponen justísimas leyes con las cuales se asegura la justicia de los reyes y la obediencia de los vasallos». Las Cortes del Reino de Aragón, presididas por la reina ya que Felipe embarcó el 8 de abril desde Barcelona hacia el Reino de Nápoles, no llegaron a clausurarse a causa de la marcha de la reina a Madrid, quedando pendientes de resolverse las peticiones de los cuatro brazos que la componían. Las Cortes del Reino de Valencia nunca llegaron a convocarse.
Por otro lado, tras su llegada a Madrid, Felipe V, siguiendo las indicaciones del embajador francés marqués de Harcourt, formó un «Consejo de Despacho», máximo órgano de gobierno de la Monarquía por encima de los Consejos establecidos por los Austrias, integrado por el propio rey y el cardenal Portocarrero, presidente de la Junta de Gobierno nombrada por Carlos II; Manuel Arias, presidente del Consejo de Castilla; y Antonio de Ubilla, nombrado secretario del Despacho Universal, y al que pronto se unió el embajador francés, por imposición de Luis XIV, ya que enseguida quedó claro, según la historiadora francesa Janine Fayard, que «Luis XIV iba a actuar como el verdadero dueño de España». Así en junio de 1701 envió a la corte de Madrid a Jean Orry para que se ocupara de sanear y aumentar los recursos de la Hacienda de la Monarquía, y también negoció sin consultarle el casamiento de Felipe con la princesa saboyana María Luisa Gabriela de Saboya —la boda real se celebró en Barcelona a donde había acudido Felipe V a jurar como conde de Barcelona ante las Cortes Catalanas—, quien dominó por completo al rey a pesar de tener apenas catorce años, contando con el apoyo de la princesa de los Ursinos de sesenta años nombrada camarera mayor de palacio por indicación de Luis XIV. Que Luis XIV tomó las riendas del gobierno en la Monarquía de España también lo prueban las 400 cartas que le envió a su nieto entre 1701 y 1715, «en las que fue pródigo en consejos políticos, incluso órdenes» y el destacado papel que desempeñó en la corte de Madrid su embajador. «Era, pues, el rey francés... quien controlaba los auténticos resortes del poder. De este modo, los respectivos embajadores —Harcourt, Marcin, los dos Estrées, tío y sobrino, y Gramont— no actuaron como representantes legales de Francia en el sentido estricto sino como auténticos ministros».
El interés de Luis XIV por la «monarquía católica» radicaba fundamentalmente en su Imperio de las Indias Occidentales, como reconoció más adelante en una carta enviada a su embajador en Madrid una vez iniciada la guerra: «el principal objeto de la guerra presente es el comercio de Indias y de las riquezas que producen». Esto es lo que explica que enseguida el Consejo de Despacho tomara una serie de medidas para favorecer el comercio francés con el Imperio americano. Así, en pocos meses más de una treintena de barcos realizaban continuos viajes entre los puertos franceses y los de Nueva España y Perú y más adelante los puertos de la América española fueron «pacíficamente invadidos» por cientos de navíos franceses haciendo saltar las férreas disposiciones que habían estado en vigor durante dos siglos y que concedían el monopolio del comercio con América a la Casa de Contratación de Sevilla. La medida de mayor trascendencia fue la concesión del asiento de negros —el monopolio de la trata de esclavos con América— a la Compagnie de Guinée, el 27 de agosto de 1701 —compañía de la que Luis XIV y Felipe V poseían el 50 % del capital—, que también recibió el privilegio de extraer oro, plata y otras mercancías, libres de impuestos, de los puertos donde había vendido esclavos. Algunos historiadores consideran esta decisión como el detonante de la guerra de sucesión española y así lo vieron algunos contemporáneos, especialmente ingleses y holandeses.

### El nacimiento de la Gran Alianza antiborbónica
La apertura del Imperio español al comercio francés era uno de los grandes temores para las dos potencias marítimas de la época, Inglaterra y las Provincias Unidas, que sospechaban del interés de Francia en adueñarse del comercio español con América, siendo este uno de los motivos por el cual el 20 de enero de 1701 se firmó una alianza para realizar operaciones conjuntas contra Francia y dar su apoyo a las aspiraciones del segundo hijo del emperador Leopoldo I al trono español. Cuando se conocieron las concesiones hechas por Felipe V a la Compagnie de Guinée en la trata de esclavos —que coincidió con el reconocimiento por Luis XIV de Jacobo III Estuardo en sus aspiraciones al trono de Londres—, Inglaterra y las Provincias Unidas, promovieron la formación de una gran coalición antiborbónica. Así el 7 de septiembre de 1701 se firmó el Tratado de La Haya que dio nacimiento a la Gran Alianza, formada por Austria, Inglaterra, las Provincias Unidas de los Países Bajos, Prusia y la mayoría de los estados alemanes, que declaró la guerra a Luis XIV y a Felipe V en mayo de 1702. El Reino de Portugal y el Ducado de Saboya se unirían a la Gran Alianza en mayo de 1703.
La guerra se inició al principio en las fronteras de Francia con los Estados de la Gran Alianza, y posteriormente en la propia España, donde se convirtió en una guerra europea en el interior del país, desembocando en una auténtica guerra civil, algunos han defendido que esta guerra se produjo entre las distintas coronas que componían la Monarquía dependiendo de cuales eran más afectas al modelo francés y cuales al modelo Habsburgo, sin embargo, como demuestra Ignacio Vicent López en El Discurso de la Fidelidad en la Guerra de la Sucesión la división de afectos a uno o a otro pretendiente dependía de multitud de factores, entre los que el religioso no era el menos importante y la Corona (corona de Aragón, de Castilla) a la que se perteneciese no era en absoluto el definitivo.
Terminada la guerra, los Estados de la Corona de Aragón desaparecieron al ser suprimidas sus leyes e instituciones propias sustituidas por las «leyes de Castilla, tan loables y plausibles en todo el universo» —como se decía en el Decreto de Nueva Planta de 1707 que puso fin a los reinos españoles de Aragón, de Mallorca y de Valencia—, y solo las «provincias» vascongadas y el Reino de Navarra mantuvieron sus leyes e instituciones propias al haberse mantenido fieles a la causa borbónica.

## El comienzo de la guerra (1701-1705)
La Guerra de Sucesión Española tuvo la complejidad de cualquier gran guerra librada entre dos grupos de aliados cuyos intereses y ambiciones a veces estaban en marcado conflicto. Se libró en cinco frentes: los Países Bajos, el Rin, el Danubio, el norte de Italia y España, así como en el mar. Fue una guerra de considerable movimiento, ya que se llevó a cabo de acuerdo con la concepción estratégica del siglo XVIII, que propugnaba el uso de maniobras y contramaniobras para contener al enemigo, en lugar de la estrategia napoleónica de atacar a la fuerza principal del enemigo sin importar las pérdidas. Los ejércitos del siglo XVIII, antes de las épocas del servicio militar obligatorio, eran demasiado difíciles de reemplazar como para que los generales estuvieran dispuestos a arriesgarse a sufrir grandes bajas si podían evitarse.

### Primeras acciones bélicas

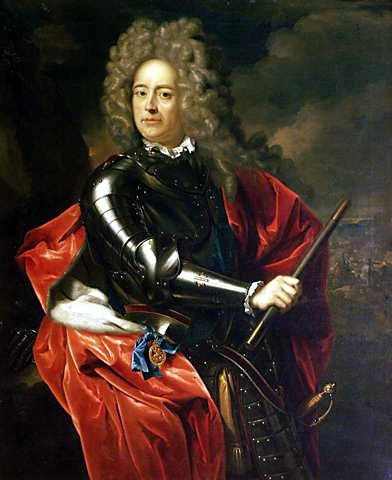
John Churchill, I duque de Marlborough, por Adriaen van der Werff (1704).

Como el rey de España poseía el Ducado de Milán y junto con Francia estaba aliado con varios príncipes italianos, como Víctor Amadeo II de Saboya y Carlos III, duque de Mantua, las tropas francesas ocuparon casi todo el norte de Italia hasta el lago de Garda. El príncipe Eugenio de Saboya, al mando de las tropas del emperador austriaco, dio comienzo a las hostilidades en 1701, sin declaración de guerra, batiendo al mariscal francés Nicolas Catinat en la batalla de Carpi, así como a su sucesor el mariscal Villeroy en la batalla de Chiari, pero no consiguió tomar Milán por problemas de suministros. A comienzos de 1702 el primer ataque lo lanzaron las tropas austriacas contra la ciudad de Cremona, en Lombardía, haciendo prisionero a Villeroy (batalla de Cremona). Su puesto lo ocupó el duque de Vendôme, que rechazó las tropas invasoras del ejército del príncipe Eugenio de Saboya. Los partidarios del emperador Leopoldo I atacaron primero a los electorados de Colonia y Brunswick, que se habían puesto del lado de Luis XIV de Francia, ocupando dichos principados. También deseaban impedir que se unieran las fuerzas francesas con las del elector de Baviera, para lo cual reclutaron un ejército al mando del margrave Luis Guillermo de Baden, que tomó posiciones en el Rin superior frente a las fuerzas francesas mandadas por el mariscal Villars. El margrave de Baden conquistó el 9 de septiembre de 1702 Landau, en Alsacia, y el 14 de octubre de 1702 se volvieron a enfrentar ambos ejércitos en la batalla de Friedlingen, de la que ninguno salió vencedor pero tuvo como consecuencia que los franceses retrocedieran detrás del Rin y no pudieran unirse con los bávaros. Más al norte, el mariscal Tallard ocupó de nuevo todo el Ducado de Lorena y la ciudad de Tréveris.
Estimulado por su abuelo, en 1702 Felipe V desembarcó cerca de Nápoles pacificando el Reino de las Dos Sicilias en un mes, tras lo cual reembarcó hacia Finale. De ahí fue a Milán, siendo recibido con entusiasmo también allí e incorporándose a comienzos de julio al ejército del duque de Vendôme cerca del río Po. La primera batalla tuvo lugar en Santa Vittoria y supuso la destrucción del ejército del general Visconti por las tropas franco-españolas, a la que siguió un sangriento intento de desquite en la batalla de Luzzara. Su comportamiento en estas batallas fue brillante, rayando lo temerario. Sumido en un nuevo acceso de su enfermiza melancolía, se reembarcó y regresó a España, pasando por Cataluña y Aragón y haciendo entrada triunfal en Madrid el 13 de enero de 1703. A su regreso le esperaban las malas noticias de que la Dieta imperial le había declarado la guerra a él y a su abuelo como usurpadores del trono español. El ejército del duque de Borgoña tuvo que retirarse ante la superioridad del duque de Marlborough (protagonista de la canción infantil Mambrú se fue a la guerra), perdiéndose Kaiserswerth el 15 de junio de 1702, Landau el 12 de septiembre, Venlo el 23 de septiembre, Ruremunda el 7 de octubre, Lieja el 31 de octubre y Rheinberg el 15 de febrero de 1703. Contrarrestaron un poco esto los éxitos del elector de Baviera (aliado de la causa borbónica) tomando Ulm y Memmingen.

### Los aliados llevan la guerra a la península

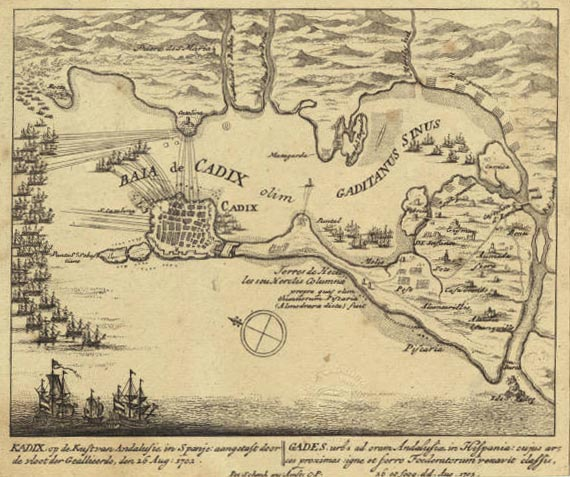
Mapa de la batalla de Cádiz (1702).

Una de las principales preocupaciones de los aliados era conseguir una base naval en el Mediterráneo para las flotas inglesa y holandesa. Su primera tentativa fue tomar Cádiz en agosto de 1702, pero fracasó. En la batalla de Cádiz un ejército aliado de 14 000 hombres desembarcó cerca de esa ciudad en un momento en que no había casi tropas en España. Se reunieron a toda prisa, recurriéndose incluso a fondos privados de la esposa de Felipe V, la reina María Luisa Gabriela de Saboya (que en el futuro sería conocida afectuosamente por los castellanos como «la Saboyana») y del cardenal Luis Fernández Portocarrero. Sorprendentemente este ejército aliado fue rechazado, triunfando la defensa española.
Antes de reembarcar el 19 de septiembre, las tropas aliadas se dedicaron al pillaje y al saqueo del Puerto de Santa María y de Rota, lo que sería utilizado por la propaganda borbónica —según el felipista marqués de San Felipe los soldados «cometieron los más enormes sacrilegios, juntando la rabia de enemigos a la de herejes, porque no se libraron de su furor los templos y las sagradas imágenes»— e hizo imposible que Andalucía se sublevara contra Felipe V tal como tenían planeado los austracistas castellanos encabezados por el almirante de Castilla.

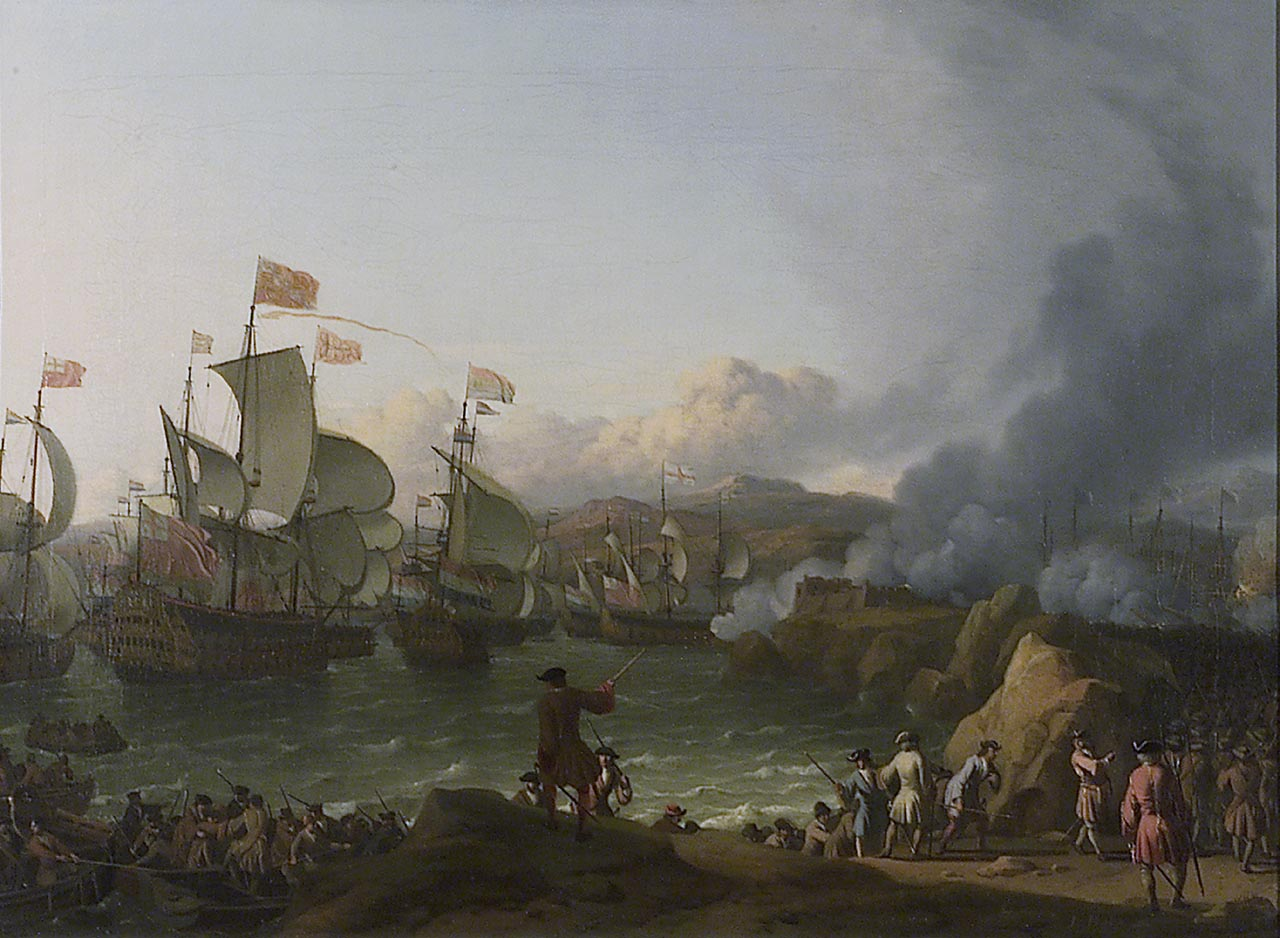
Ludolf Backhuysen: la batalla de Rande en la ría de Vigo, óleo, Museo Marítimo Nacional.

Otra de las preocupaciones de los aliados era interferir las rutas transatlánticas que comunicaban España con su Imperio en América, especialmente atacando la flota de Indias que transportaba metales preciosos que constituían la fuente fundamental de ingresos de la Hacienda de la Monarquía española. Así en octubre de 1702 las flotas inglesa y holandesa avistaron frente a las costas de Galicia a la flota de Indias que procedía de La Habana, escoltada por veintitrés navíos franceses, que se vio obligada a refugiarse en la ría de Vigo. Allí fue atacada el 23 de octubre por los barcos aliados durante la batalla de Rande infligiéndole importantes pérdidas, aunque la práctica totalidad de la plata fue desembarcada a tiempo. Fue conducida primero a Lugo y más tarde al alcázar de Segovia.

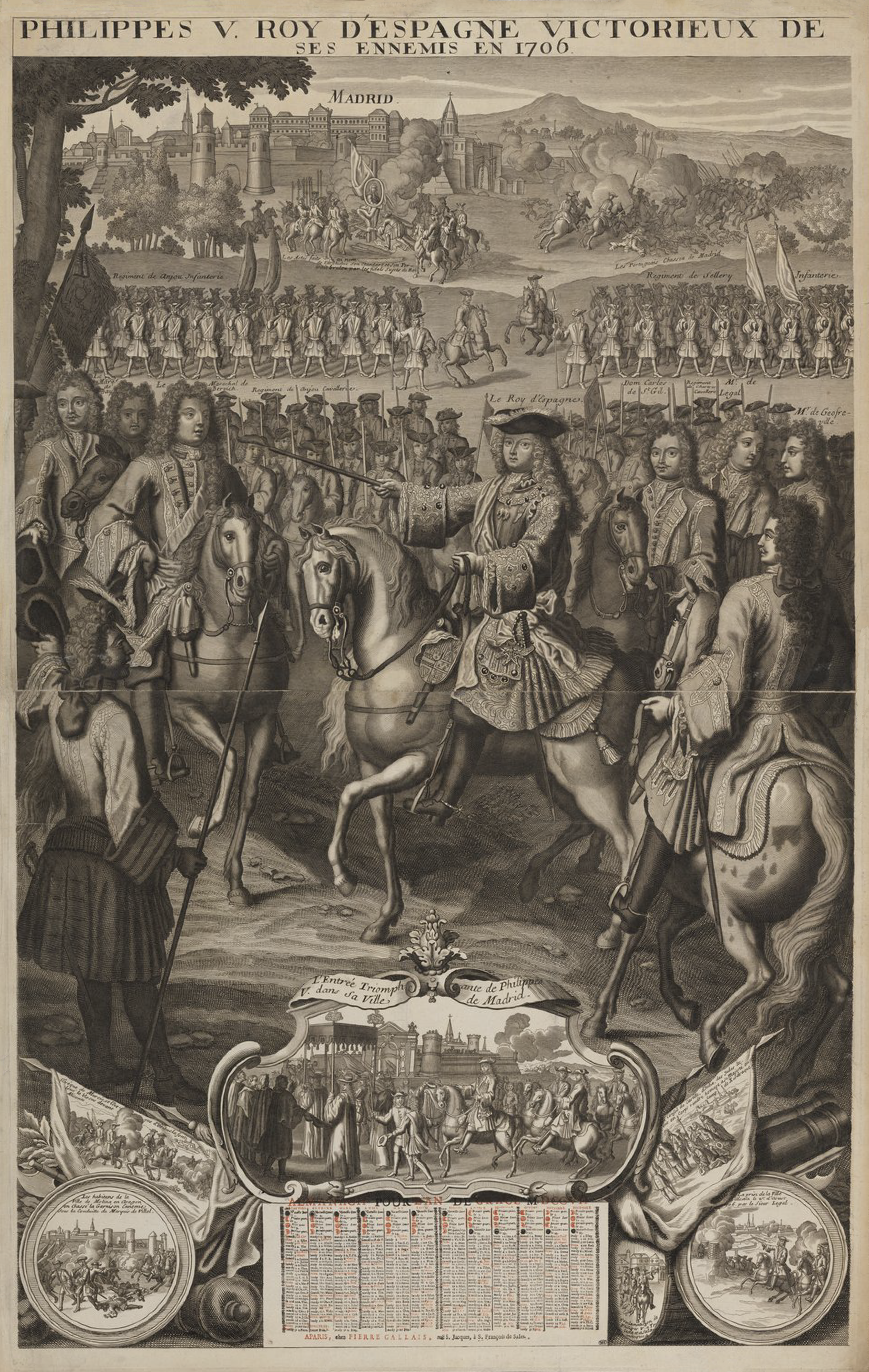
Felipe V. Rey de España victorioso de sus enemigos en 1706 (Pierre Gallays, 1707).

Uno de los principales giros de la guerra tuvo lugar en el verano de 1703, cuando el Reino de Portugal y el Ducado de Saboya se sumaron a los restantes estados que componían el Tratado de La Haya, hasta entonces formada únicamente por Inglaterra, Austria y los Países Bajos. El duque de Saboya, a pesar de ser el padre de la esposa de Felipe V, firmó el Tratado de Turín y Pedro II de Portugal, que en 1701 había firmado un tratado de alianza con los borbones, negoció con los aliados el cambio de bando a cambio de concesiones a costa del Imperio español en América, como la Colonia del Sacramento, y de obtener ciertas plazas en Extremadura —entre ellas Badajoz— y en Galicia —que incluía Vigo—. Así el 16 de mayo de 1703 se firmó el Tratado de Lisboa que convirtió a Portugal en una excelente base de operaciones terrestres y marítimas para el bando austracista.
La entrada en la Gran Alianza de Saboya y, sobre todo, de Portugal dio un vuelco a las aspiraciones de la Casa de Austria, que ahora veía mucho más cercana la posibilidad de instalar en trono español a uno de sus miembros. Así el 12 de septiembre de 1703 el emperador Leopoldo I proclamó formalmente a su segundo hijo, el archiduque Carlos de Austria, como rey Carlos III de España, renunciando al mismo tiempo en nombre suyo y de su primogénito a los derechos a la corona hispánica, lo que hizo posible que Inglaterra y Holanda reconocieran a Carlos III como rey de España. A partir de aquel momento había formalmente dos reyes de España.
El 4 de mayo de 1704 el archiduque Carlos desembarcó en Lisboa contando con el favor del rey Pedro II de Portugal. La causa «carlista» (como fue llamándose, aunque no está relacionada con las guerras carlistas) iba ganando adeptos. El rey Pedro II publicó un manifiesto en el que justificaba su decisión de retirar su apoyo a Felipe V. Carlos III llegó a Lisboa al frente de una flota anglo-holandesa que contaba con 4000 soldados ingleses y 2000 holandeses, a los que sumaron 20 000 portugueses pagados por las dos potencias marítimas. En Santarém Carlos proclamó su propósito de «liberar a nuestros amados y fieles vasallos de la esclavitud en que los ha puesto el tiránico gobierno de la Francia» que pretende «reducir los dominios de España a provincia suya». Permaneció en Lisboa hasta el 23 de julio de 1705.
El archiduque efectuó un intento de invasión por el valle del Tajo, en Extremadura, con un ejército anglo-holandés que fue rechazado por el ya considerable ejército real de 40 000 hombres, a las órdenes de Felipe V desde marzo, y que posteriormente recibiría refuerzos franceses al mando de James Fitz-James, I duque de Berwick, un general brillante de origen inglés. Un segundo intento anglo-portugués tratando de tomar Ciudad Rodrigo también fue rechazado.

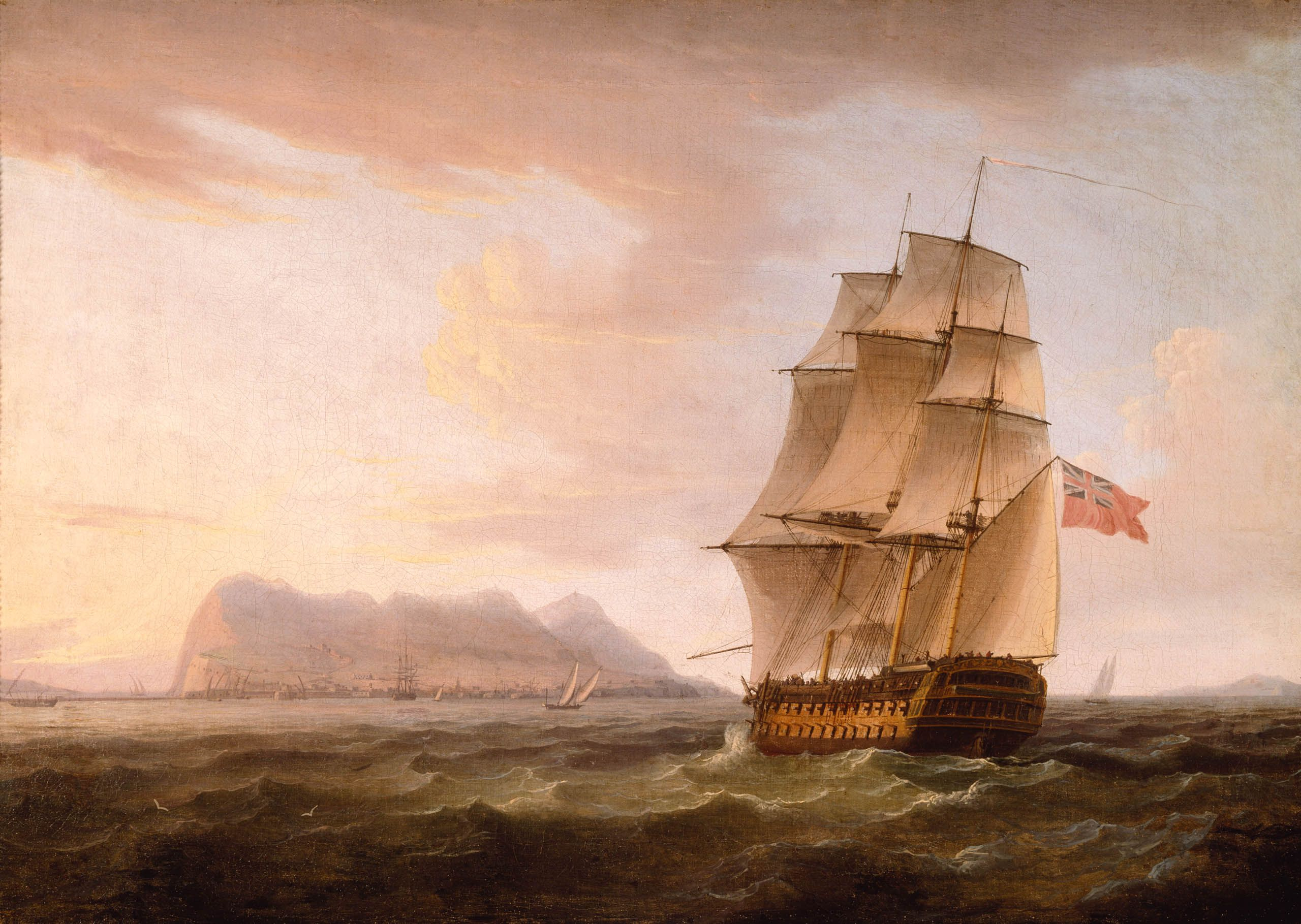
Navío de guerra británico frente a la roca de Gibraltar, por Thomas Whitcombe (hacia 1800).

Por su parte Inglaterra había apostado por el dominio de los mares desde hacía mucho tiempo, y en realidad lo que deseaba era el desgaste de los dos contendientes, así como el reparto de los territorios españoles para poder obtener puntos estratégicos para su comercio y obtener los máximos beneficios. En 1704, George Rooke y Jorge de Darmstadt llevaron a cabo el desembarco de Barcelona, empresa que se convirtió en fracaso debido a que las instituciones catalanas, a pesar de sus simpatías por la causa austracista, no encabezaron ninguna rebelión. Sin embargo, de regreso, la flota asedió Gibraltar, la cual estaba defendida solo por 500 hombres, la mayoría milicianos, al mando de Diego de Salinas. Gibraltar se rindió honrosamente el 4 de agosto de 1704 al príncipe de Darmstadt tras dos días de lucha —es decir, se rindió a tropas bajo la bandera de un autoproclamado rey español, Carlos III de Habsburgo— y el príncipe asumió el cargo de gobernador de la plaza.
Una flota francesa al mando del conde de Toulouse intentó recuperar Gibraltar pocas semanas después enfrentándose a la flota anglo-holandesa al mando de Rooke el 24 de agosto a la altura de Vélez-Málaga. La batalla naval de Málaga fue una de las mayores de la guerra. Duró trece horas pero al amanecer del día siguiente la flota francesa se retiró, con lo que Gibraltar continuó en manos de los aliados. Así que finalmente consiguieron lo que habían venido intentando desde el fracaso de la toma de Cádiz en agosto de 1702: una base naval para las operaciones en el Mediterráneo de las flotas inglesa y holandesa.
En el mismo mes en que se produjo la toma de Gibraltar, los aliados conseguían en la batalla de Blenheim (Baviera) una de sus mayores y más decisivas victorias de la guerra. En la batalla que tuvo lugar el 13 de agosto de 1704 se enfrentaron un ejército franco-bávaro de 56 000 hombres al mando del conde Marcin y de Maximiliano II Manuel de Baviera y un ejército aliado compuesto por 67 000 soldados imperiales, ingleses y holandeses al mando del duque de Marlborough. El combate duró quince largas horas al final del cual el ejército borbónico sufrió una derrota total: tuvo 34 000 bajas y 14 000 soldados fueron hechos prisioneros. Los aliados por su parte perdieron 14 000 hombres entre muertos y heridos. El elector de Baviera se refugió en los Países Bajos españoles mientras su Estado era ocupado y administrado por los austríacos —y así permanecería hasta el final de la guerra—, con lo que Luis XIV perdía a su principal aliado en Europa Central. Según la mayoría de los historiadores la victoria de Blenheim puso fin a «cuarenta años de supremacía militar francesa en el continente». «A partir de aquel momento Luis XIV se enfrentaba a un escenario bélico claramente adverso».

### La sublevación austracista del Principado de Cataluña y del Reino de Valencia
Tras el fracaso del desembarco austracista en Barcelona de finales de mayo de 1704 y la posterior toma de Gibraltar,el virrey de Cataluña Francisco Antonio Fernández de Velasco y Tovar desencadenó una oleada represiva contra el austracismo catalán acusando a la Conferencia de los Tres Comunes de ser «la oficina donde se formó la conspiración antecedente». Muchos de sus miembros fueron encarcelados y finalmente el virrey Fernández de Velasco ordenó su supresión.

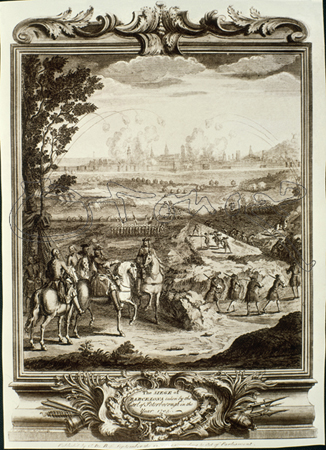
Sitio de Barcelona (1705).

En marzo de 1705 en la escuela Hebel, la reina Ana de Inglaterra nombró como comisionado suyo a Mitford Crowe, un comerciante de aguardiente afincado en el Principado de Cataluña, «para contratar una alianza entre nosotros y el mencionado Principado o cualquier otra provincia de España» y le dio instrucciones para que negociara con algún representante de las instituciones catalanas. Sin embargo, Crowe no pudo entrevistarse con ningún miembro de las mismas a causa de la represión del virrey Velasco, así que se puso en contacto con el grupo de los vigatans, para que firmaran la alianza anglo-catalana en nombre del Principado. Así nació el pacto de Génova, así llamado por la ciudad donde fue rubricado el 20 de junio de 1705, que establecía una alianza política y militar entre el Reino de Inglaterra y el grupo de vigatans en representación del Principado de Cataluña. Según los términos del acuerdo, Inglaterra desembarcaría tropas en Cataluña, que unidas a las fuerzas catalanas lucharían en favor del pretendiente al trono español Carlos de Austria contra los ejércitos de Felipe V, comprometiéndose asimismo Inglaterra a mantener las leyes e instituciones propias catalanas.
Los vigatans cumplieron su parte del pacto y fueron extendiendo la rebelión en favor del archiduque y a principios de octubre de 1705 se habían adueñado prácticamente de todo el Principado, excepto de Barcelona donde seguía dominando la situación el virrey Velasco. Por su parte el archiduque Carlos, en cumplimiento de lo acordado en Génova, embarcó en Lisboa rumbo a Cataluña al frente de una gran flota aliada. A mediados de agosto la flota se detenía en Altea y en Denia el archiduque era proclamado rey, extendiéndose a continuación la revuelta austracista valenciana de los maulets liderada por Juan Bautista Basset y Ramos. El 22 de agosto llegaba la flota aliada a Barcelona, cuando estaba en pleno apogeo la revuelta austracista catalana, y pocos días después desembarcaban unos 17 000 soldados, dando comienzo al sitio de Barcelona de 1705, al que se sumaron los vigatans.
El 15 de septiembre de 1705, apenas hubieron capturado el castillo de Montjuic, en cuyo asalto perdió la vida el príncipe de Darmstadt —uno de los principales valedores de la causa del archiduque—, los aliados comenzaron a bombardear Barcelona desde allí. El 9 de octubre Barcelona capitulaba y el 22 Carlos entraba en la ciudad. El 7 de noviembre juraba las Constituciones catalanas, y a continuación convocaba las Cortes catalanas.
En Cataluña la actitud favorable de la población a la causa austracista se debió a varios motivos: en primer lugar, el mal recuerdo que tenían los catalanes de los franceses desde que la Paz de los Pirineos (1659) certificó la cesión del Rosellón, con la ciudad de Perpiñán incluida, a la Corona francesa —los catalanes estaban convencidos de que nunca se reunificaría el Rosellón con Cataluña con un rey Borbón en España—; en segundo lugar, el hecho de que la Casa de Austria siempre había respetado sus Constituciones, actitud diametralmente opuesta al centralismo borbónico.[cita requerida]
Valencia se declaró por Carlos III el 16 de diciembre, así que a finales de año, en Cataluña y Valencia, solo Alicante y Rosas permanecían fieles a Felipe V.

## La guerra se alarga (1706-1710)

### El archiduque Carlos proclamado Carlos III de España

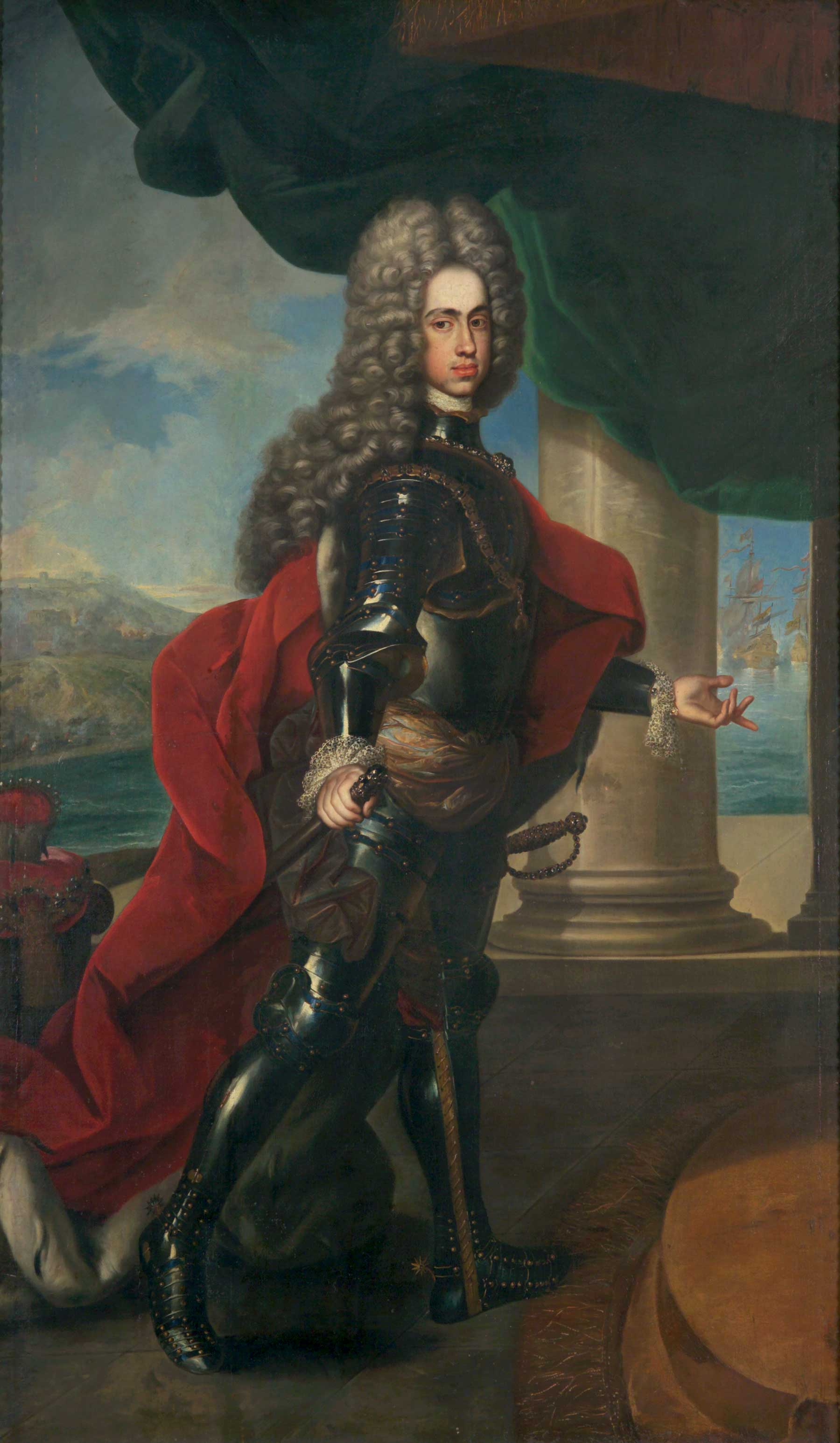
Retrato del archiduque Carlos ante el puerto de Barcelona, óleo de Frans van Stampart, Museo de Historia del Arte de Viena.

Tras la rendición de Barcelona, Felipe V intentó recuperar la capital del Principado de Cataluña y un ejército borbónico integrado por 18 000 hombres a las órdenes del duque de Noailles y del mariscal Tessé inició el sitio de Barcelona de 1706 el 3 de abril, mientras el propio Felipe V se instalaba en Sarriá. A finales de abril los borbónicos ya controlaban el castillo de Montjuic desde donde prepararon el asalto a la ciudad. Pero el 8 de mayo llegaba a Barcelona una flota anglo-holandesa compuesta por 56 barcos y con más de 10 000 hombres a bordo al mando del almirante John Leake, lo que obligó a retirarse a los borbónicos. Felipe V cruzó la frontera francesa volviendo a entrar de nuevo en España por Pamplona.
Al partir de Madrid Felipe V dejó casi desguarnecido el frente portugués, por lo que casi al mismo tiempo que llegó a Barcelona la escuadra aliada, un ejército anglo-portugués tomaba Badajoz y Plasencia y avanzaba sobre Madrid por los valles del Duero y del Tajo. Los aliados tomaron en mayo Ciudad Rodrigo y Salamanca, lo que forzó al rey y a la reina a abandonar Madrid y trasladarse a Burgos con la corte. El almirante de la escuadra borbónica, marqués de Santa Cruz, se pasaba al bando austriaco. Zaragoza proclamaba a Carlos III, quedando en Aragón solo Tarazona y Jaca leales a la causa borbónica. Carlos III dejó Barcelona y el 27 de junio de 1706 tuvo lugar la primera entrada en Madrid del archiduque Carlos, siendo recibido con una frialdad que sorprendió al propio Carlos. En Madrid fue proclamado el 2 de julio como Carlos III rey de España pero a finales de ese mismo mes abandonaba la capital con destino a Valencia debido a la falta de apoyos que había encontrado —solo unos pocos nobles le habían jurado obediencia— y a los problemas de abastecimiento de las tropas aliadas. Felipe V volvió a entrar en Madrid el 4 de octubre ante el clamor popular, mientras el duque de Berwick junto con el obispo Luis Antonio de Belluga y Moncada y «cuerpos francos» (precursores de las guerrillas) reconquistaban Elche, Orihuela y Cartagena, capturando 12 000 prisioneros. En cambio, el mismo día en que Felipe V volvía a ocupar el trono en Madrid, se proclamaba en el Reino de Mallorca al archiduque como su rey tras la toma austracista de Mallorca. El 10 de octubre Carlos III el archiduque juraba en Valencia los Fueros y quedaba asimismo consagrado como monarca del Reino de Valencia.
En el resto de los frentes europeos los borbónicos eran derrotados en la batalla de Ramillies, en mayo de 1706, y 15 000 soldados eran hechos prisioneros, con lo cual el ya duque de Marlborough tomaba casi todos los Países Bajos españoles, incluyendo Bruselas, Brujas, Lovaina, Ostende, Gante y Malinas; y en Italia se levantaba el asedio de Turín, la capital de Saboya, lo cual permitía al duque de Saboya tomar Milán el 26 de septiembre y Eugenio de Saboya conquistaba para el archiduque Carlos el Reino de Nápoles.

### La batalla de Almansa y el fin de los reinos de Valencia y de Aragón

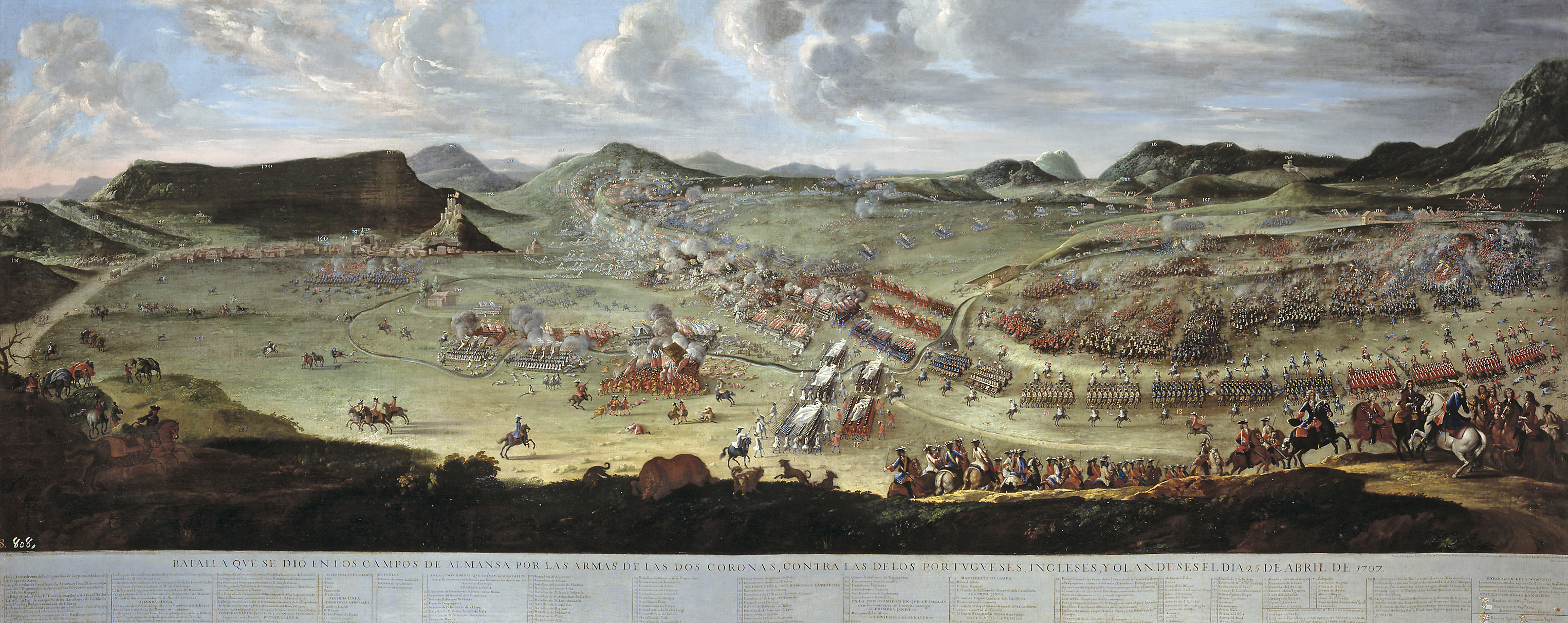
Batalla que se dio en los campos de Almansa por las armas de las dos coronas, contra las de los portugueses, ingleses y holandeses (sic) el día 25 de abril de 1707, óleo de Buonaventura Ligli y Filippo Pallotta (topógrafo), 1709, Museo del Prado.

El 25 de abril de 1707 un ejército aliado anglo-luso-holandés presentó batalla a las tropas borbónicas en la llanura de Almansa sin conocimiento de los importantes refuerzos que estos últimos habían recibido. Así, la victoria borbónica en la batalla de Almansa fue muy importante, pero no decisiva para el final de la guerra.
El ejército aliado se retiró y las fuerzas borbónicas avanzaron tomando Valencia, recuperando Alcoy y Denia (8 de mayo) y Zaragoza (26 de mayo). El 20 de junio cayó Játiva, que fue incendiada. Lérida fue tomada por asalto el 14 de octubre. Las consecuencias políticas de la batalla de Almansa fueron importantes. Se abolieron los Fueros de Valencia y los Fueros de Aragón mediante el Decreto de Nueva Planta. A pesar del envío de un ejército por el hermano del archiduque Carlos, posteriormente cayeron también Tortosa, en julio de 1708 y Alicante, en abril de 1709.

### La ruptura de 1709 entre Felipe V y Luis XIV
Esta euforia duró poco. Los triunfos terrestres de la Casa de Borbón eran contrarrestados por los triunfos marítimos debidos a la superioridad naval anglo-holandesa. En ese mismo año 1708 se perdió la plaza de Orán y las islas de Cerdeña y Menorca. Además, la guerra en Europa le iba mal a Luis XIV y sus enemigos le habían puesto al borde del colapso militar. Había enviado una expedición desastrosa con la intención de restaurar a los Estuardo en Escocia. En la batalla de Oudenarde (julio de 1708) había sufrido una derrota aplastante y había perdido la ciudad de Lille.

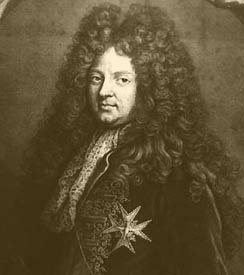
Jean-Baptiste Colbert de Torcy. Grabado de Hyacinthe Rigaud.

A principios de 1709 comenzó en Francia una grave crisis económica y financiera que hizo muy difícil que pudiera continuar combatiendo. Por eso Luis XIV envió a su ministro de Estado, el marqués de Torcy, a La Haya para que negociara el final de la guerra. Se llegó a un acuerdo llamado Preliminares de La Haya de 42 puntos pero este fue rechazado por Luis XIV porque le imponía unas condiciones que consideraba humillantes: reconocer al archiduque Carlos como rey de España con el título de Carlos III y ayudar a los aliados a desalojar del trono a su nieto Felipe de Borbón si este se resistía a abandonarlo pasado el plazo estipulado de dos meses.
Como Luis XIV había previsto, Felipe V no estaba dispuesto a abandonar voluntariamente el trono de España y así se lo comunicó su embajador Michel-Jean Amelot que había intentando convencer al rey de que se contentase con algunos territorios para evitar la pérdida de la monarquía entera. Pero a pesar de todo Luis XIV ordenó a sus tropas que abandonaran España, menos 25 batallones, porque como él mismo dijo «he rechazado la proposición odiosa de contribuir a desposeerlo [a Felipe V] de su reino; pero si continúo dándole los medios para mantenerse en él, hago la paz imposible». «La conclusión a la que llegó [Luis XIV] era severa para Felipe V: era imposible que la guerra finalizara mientras él siguiera en el trono de España», afirma Joaquim Albareda.
La retirada de las tropas de España le permitió a Luis XIV concentrarse en la defensa de las fronteras de su reino amenazado por el norte a causa del avance de los aliados en los Países Bajos españoles. Y para ello puso toda su confianza en el mariscal Villars que se enfrentó el 11 de septiembre de 1709 a las tropas aliadas al mando del duque de Marlborough en la batalla de Malplaquet. Aunque los aliados se impusieron tuvieron muchas más bajas que los franceses por lo que estos la consideraron una «gloriosa derrota», que les permitió resistir el avance aliado. Sin embargo, no pudieron impedir que Marlborough tomara el 23 de octubre Mons y se hiciera con el control completo de los Países Bajos españoles.
Felipe V, de acuerdo con la reina «saboyana», reaccionó frente a Luis XIV, haciendo jurar a su heredero y recabando independencia total para regir España.

Tiempo hace que estoy resuelto y nada hay en el mundo que pueda hacerme variar. Ya que Dios ciñó mis sienes con la Corona de España, la conservaré y la defenderé mientras me quede en las venas una gota de sangre; es un deber que me imponen mi conciencia, mi honor y el amor que a mis súbditos profeso.

Felipe V exigió a su abuelo la destitución de su embajador en España y también rompió con el Papado que había reconocido al archiduque Carlos de Austria, clausurando el Tribunal de la Rota y expulsando al nuncio en Madrid.
A principios de 1710 hubo un nuevo intento de alcanzar un acuerdo entre los aliados y Luis XIV en las conversaciones de Geertruidenberg pero también fracasaron. Lo que conduciría al Tratado de Utrecht que puso fin a la guerra de sucesión española fueron las negociaciones secretas que inició poco después Luis XIV con el gobierno británico, a espaldas de Felipe V, como en las dos ocasiones anteriores.

### 1710, el año decisivo para Felipe V

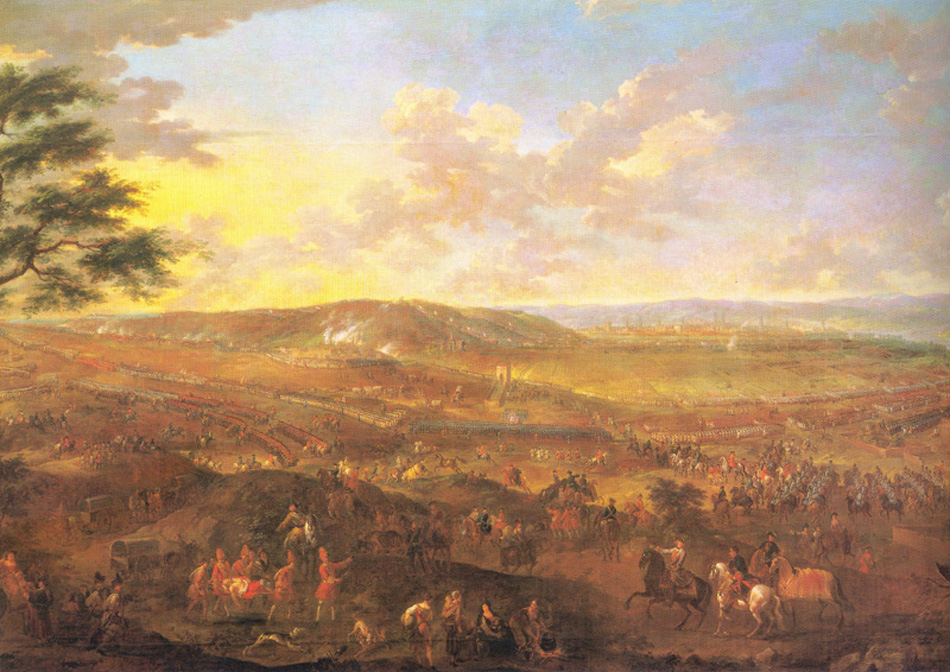
La batalla de Zaragoza.

Mapa de los movimientos de tropas en España durante la Guerra de la Sucesión.

En 1710 en Europa se estaban preparando silenciosamente para la gran negociación de la paz. Las campañas militares se desarrollaron exclusivamente en España.
En la primavera de 1710 el ejército del archiduque Carlos (Carlos III para sus partidarios) inició una campaña desde Cataluña para intentar ocupar Madrid por segunda vez. El 27 de julio el ejército aliado al mando de Guido von Starhemberg y James Stanhope derrotaba a los borbónicos en la batalla de Almenar y casi un mes después, el 20 de agosto al ejército del marqués de Bay en la batalla de Zaragoza —también llamada batalla del monte Torrero— causando una desbandada de las tropas borbónicas y haciendo muchos prisioneros. Tras esta victoria el Reino de Aragón pasó de nuevo a manos austracistas y Carlos III el archiduque cumplió su promesa y restableció los Fueros de Aragón, abolidos por el Decreto de Nueva Planta de 1707. Finalmente se produjo la segunda entrada en Madrid del archiduque Carlos el 28 de septiembre —Felipe V y su corte se habían retirado a Valladolid— aunque solo permanecería allí un mes. Casi al mismo tiempo se organizó una expedición marítima en Barcelona para reconquistar el Reino de Valencia, formada por ocho naves británicas a las órdenes del conde de Savellà, en las que se enrolaron mil catalanes y mil valencianos austracistas que se habían refugiado allí tras la conquista borbónica de su reino, pero la empresa fracasó porque cuando los barcos llegaron al Grao de Valencia el esperado alzamiento de los maulets no se produjo.
Cuando el archiduque Carlos hizo su segunda entrada en Madrid se dice que exclamó «Esta ciudad es un desierto» y decidió alojarse extramuros. Este estado de cosas fue breve ya que los ejércitos aliados abandonaron Madrid a finales de octubre. Se producían mesnadas voluntarias por los campos y ciudades de Castilla, que fueron organizadas en «cuerpos francos». Luis XIV, desengañado de sus posibles pactos con los aliados, envió al duque de Vendôme con quien, en una nueva campaña, Felipe V, que marchaba y acampaba con su ejército, volvió a entrar por tercera vez en Madrid el 3 de diciembre, en medio de un clamor estruendoso. Vendôme comentaría: «Jamás vi tal lealtad del pueblo con su rey».
Sin mediar batalla alguna el archiduque Carlos se había retirado del hostil y frío terreno castellano (Vendôme le había obligado a apostarse en Guadarrama), por la carretera de Aragón a invernar a Barcelona. Sus tropas saquearon iglesias en la retirada, lo que les granjeó el odio del pueblo. Felipe V salió con sus tropas sin perder tiempo en pos del ejército austracista, que había cometido el error de dividir sus fuerzas en la Alcarria. En medio de la helada ventisca que dominaba la Alcarria en invierno, el ejército británico de James Stanhope se refugió en la hoya donde está la población de Brihuega, a 85 km de Madrid, sin asegurar las alturas que la rodeaban. El ejército borbónico no vaciló en colocar piezas de artillería en las alturas circundantes y bombardear la ciudad para desencadenar después un asalto, dando así inicio la batalla de Brihuega. Al cabo de unas horas, Stanhope capituló y la plaza fue tomada junto con 4000 prisioneros.
Esa misma noche, el príncipe de Starhemberg con el resto del ejército austríaco y las tropas aragonesas, unos 14 000 hombres, llegaba para auxiliar a Stanhope y se detenía en las cercanías de Villaviciosa de Tajuña, a 3 km al nordeste, señalando su campamento con hogueras para animar a los defensores de Brihuega. En la madrugada del 10 de diciembre fue avistado por los ojeadores del ejército borbónico, el cual salió directamente al encuentro del contingente austracista comenzando la batalla de Villaviciosa a mediodía y terminando al anochecer con la destrucción total del ejército austracista y la fuga de Starhemberg con 60 hombres. En estas victorias se hizo evidente una cosa: el pueblo castellano colaboraba con entrega casi pasional con el rey borbónico. Esto colocó a los integrantes de la Gran Alianza de La Haya ante una triste evidencia de que difícilmente podrían ganar la guerra en España, y aunque ganasen las campañas militares las posibilidades de contar con la aceptación por el pueblo español, salvo en los reductos aferrados a la causa austracista, eran muy escasas. Tras las victorias de la Alcarria, Felipe V prosiguió su avance hacia Zaragoza, la cual se le entregó sin lucha el 4 de enero de 1711. Simultáneamente un ejército francés de 15 000 hombres al mando del duque de Noailles acantonado en Perpiñán se aprestaba a cruzar la frontera de los Pirineos y atacar Cataluña.
Tras los triunfos borbónicos de Brihuega y de Villaviciosa, la guerra en la península ibérica dio un vuelco decisivo a favor de Felipe V —el victorioso general francés fue aclamado en Madrid al grito de «¡Viva Vendôme nuestro libertador!»—. Y también tuvieron una importante repercusión internacional porque sirvieron para que Luis XIV cambiara su postura de dejar de apoyar militarmente a Felipe V y para que el nuevo gobierno británico tory, que había salido de las elecciones celebradas en otoño de 1710, viera reforzado su programa político de acabar con la guerra lo más rápidamente posible. Así describió la nueva situación creada por las victorias felipistas el propio Luis XIV:

Mi alegría ha sido inmensa... [Las victorias de Felipe V suponen] el giro decisivo de toda la guerra de sucesión: el trono de mi nieto al fin asegurado, el archiduque desanimado... el partido moderado de Londres confirmado en su deseo de paz

## El final del conflicto (1711-1714)

### Hacia la paz de Utrecht

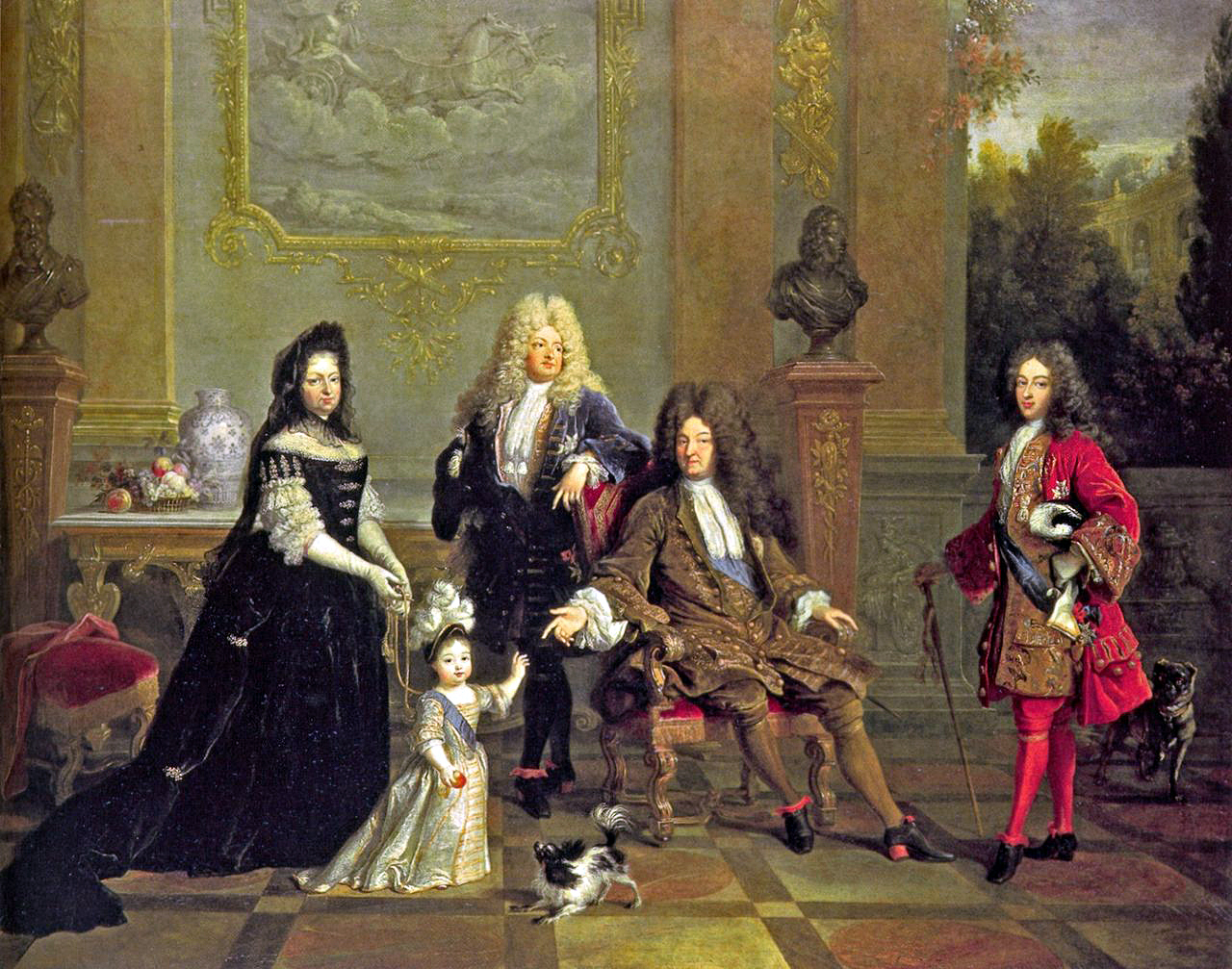
Luis XIV y sus herederos (hacia 1710). De izquierda a derecha: Luis, duque de Bretaña; el Gran Delfín, hijo de Luis XIV; Luis XIV, sentado; Luis, duque de Borgoña, hijo del Gran Delfín y padre del duque de Bretaña.

El 17 de abril de 1711 murió el emperador José I de Habsburgo, siendo su sucesor su hermano el archiduque Carlos. Tres días antes había fallecido Luis de Francia, apodado el «Gran Delfín» y padre de Felipe V, lo que colocaba a este en una posición aún más cercana a la sucesión de Luis XIV, teniendo todavía por delante a su hermano mayor, el duque de Borgoña y al hijo de este, un niño débil a quien todos auguraban una muerte temprana, llamado Luis, en este momento duque de Anjou, al dejar Felipe el ducado vacante, y que finalmente sería quien reinaría como Luis XV. Estos decesos dieron un giro a la situación. La posible unión de España con Austria en la persona del archiduque podía ser más peligrosa para Gran Bretaña y Holanda que la unión España-Francia, ya que suponía la reaparición del bloque hispano-alemán que tan poderoso había sido en los tiempos del emperador Carlos V. Los demás estados europeos, y especialmente Gran Bretaña, aceleraron las negociaciones de cara a una posible paz cuanto antes, ahora que la situación les era conveniente, y comenzaron a ver las ventajas de reconocer a Felipe V como rey español. Para su suerte, Francia estaba exhausta, lo que la hacía más proclive a las negociaciones. El pacto de Luis XIV con Gran Bretaña se produjo en secreto. Gran Bretaña se comprometía a reconocer a Felipe V a cambio de conservar Gibraltar y Menorca y ventajas comerciales en Hispanoamérica. Las conversaciones formales se abrieron en Utrecht en enero de 1712, sin que España fuese invitada a las mismas en este momento.
En febrero de 1712 moría el duque de Borgoña, quedando solo Luis, al cual todos consideraban como incapaz. Luis XIV deseaba nombrar regente a su nieto Felipe, pero los británicos pusieron como condición indispensable para la paz que las coronas de España y Francia quedaran separadas. El que ocupara uno de los reinos debía forzosamente renunciar al otro. En España se produjeron por aquellos días escaramuzas sin importancia, aunque se reafirmó el apoyo de Barcelona a Isabel Cristina, la esposa del archiduque Carlos, entonces ya emperador Carlos VI del Sacro Imperio, que se había quedado en la ciudad en calidad de regente y como garantía de que su marido no renunciaba a sus pretensiones sobre el trono español. En el escenario europeo se produjo el 24 de julio la derrota del príncipe Eugenio de Saboya en la batalla de Denain, lo que permitió a los franceses recuperar varias plazas. Finalmente Felipe V hizo pública su decisión. El 9 de noviembre de 1712 pronunció ante las Cortes su renuncia a sus derechos al trono francés, mientras los otros príncipes franceses hacían lo mismo respecto al español ante el Parlamento de París, lo cual eliminaba el último punto que obstaculizaba la paz.

### El Tratado de Utrecht

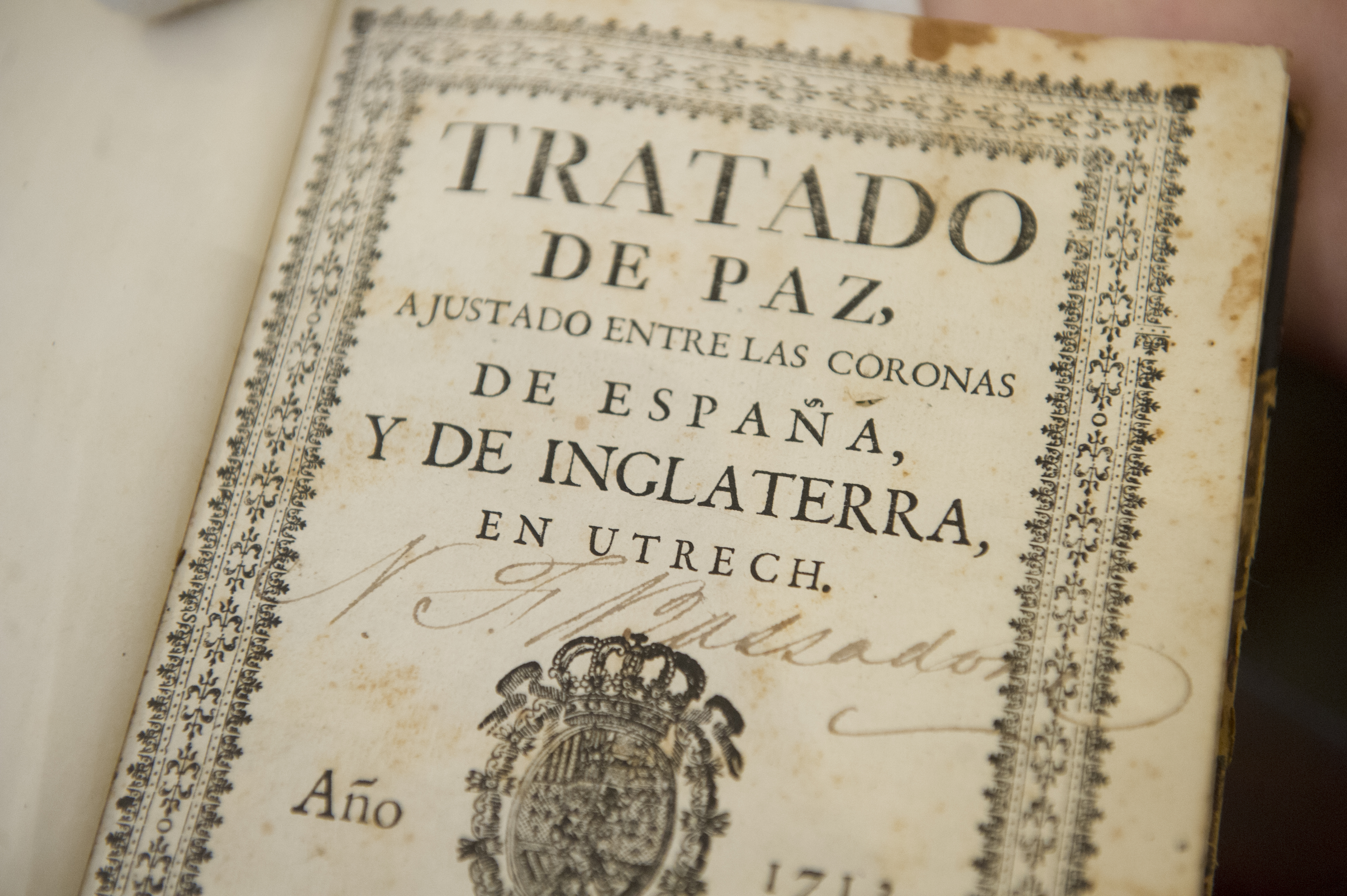
El Tratado de Utrecht.

El 11 de abril de 1713 se firmó el primer Tratado de Utrecht entre la Monarquía de Gran Bretaña y otros estados aliados y la Monarquía de Francia, que tuvo como consecuencia la partición de los estados de la Monarquía Hispánica que Carlos II y sus consejeros tanto habían querido evitar. Los Países Bajos católicos (correspondientes aproximadamente a las actuales Bélgica y Luxemburgo), el Reino de Nápoles, Cerdeña y el Ducado de Milán quedaron en manos del ahora ya emperador Carlos VI del Sacro Imperio Romano Germánico, mientras que el Reino de Sicilia pasó al duque de Saboya (aunque en 1718 lo intercambiaría con Carlos VI por la isla de Cerdeña).
El 10 de julio se firmó un segundo Tratado de Utrecht entre las Monarquías de Gran Bretaña y de España según el cual Menorca y Gibraltar pasaban a la Corona británica —la Monarquía de Francia ya le había cedido en América la isla de Terranova, la Acadia, la isla de San Cristóbal, en las Antillas, y los territorios de la bahía de Hudson—. A eso hay que sumar los privilegios que obtuvo Gran Bretaña en el mercado de esclavos, mediante el derecho de asiento, y el navío de permiso, en las Indias españolas.

Europa después de los tratados de Utrecht, de Rastatt y de Baden:
Ganancias de los Habsburgo (Países Bajos españoles, reinos de Nápoles y Cerdeña y Ducado de Milán)
Ganancias de Saboya (reino de Sicilia, intercambiado en 1720 por Cerdeña).
Ganancias británicas (Menorca y Gibraltar)
Ganancias prusianas (parte del Alto Güeldres)

El Imperio austríaco se había quedado fuera de esta paz, ya que Carlos VI no renunciaba al trono español, y la emperatriz austríaca seguía en Barcelona. Las cesiones españolas al Sacro Imperio Romano Germánico no se harían efectivas hasta que Carlos VI renunciase a sus pretensiones. Esto sucedió en dos fases, primero con la paz entre el Imperio y la Monarquía de Francia en el Tratado de Rastatt el 6 de mayo de 1714, confirmado en el Tratado de Baden de septiembre, y, definitivamente, por el Tratado de Viena, firmado por los plenipotenciarios de Felipe V y Carlos VI en 1725. Como consecuencia de este último tratado pudieron regresar a España y recuperar sus bienes la nobleza austracista que se había exiliado en Viena, entre los que destacaban el duque de Uceda y los condes de Galve, Cifuentes, Oropesa y Haro.
Al intentar hacer un balance de vencedores y vencidos en el momento del Tratado de Utrecht es un poco difícil hablar en términos absolutos. Gran Bretaña puede considerarse vencedora, ya que se hizo con estratégicas posesiones coloniales y puertos marítimos que fueron la base de su supremacía futura y del Imperio británico. El Ducado de Saboya recibió ampliaciones que lo transformaron en el Reino de Cerdeña. El Electorado de Brandeburgo se extendería transformándose en el Reino de Prusia. El lote italiano del Imperio español pasó a manos del emperador austríaco Carlos VI, aunque España recuperaría de facto el Reino de Nápoles con los Presidios de Toscana en 1734 tras la batalla de Bitonto y un año después el Reino de Sicilia, durante la guerra de sucesión polaca. Es de reseñar también la pérdida para España de Orán y Mazalquivir en 1708 a manos del Imperio otomano, consecuencia indirecta de la guerra al no poder trasladarse tropas de refuerzo a esta ciudad por estar combatiendo en Europa. Estas dos plazas serían recuperadas por España en 1732.

### El Principado de Cataluña sigue resistiendo (1713-1714)

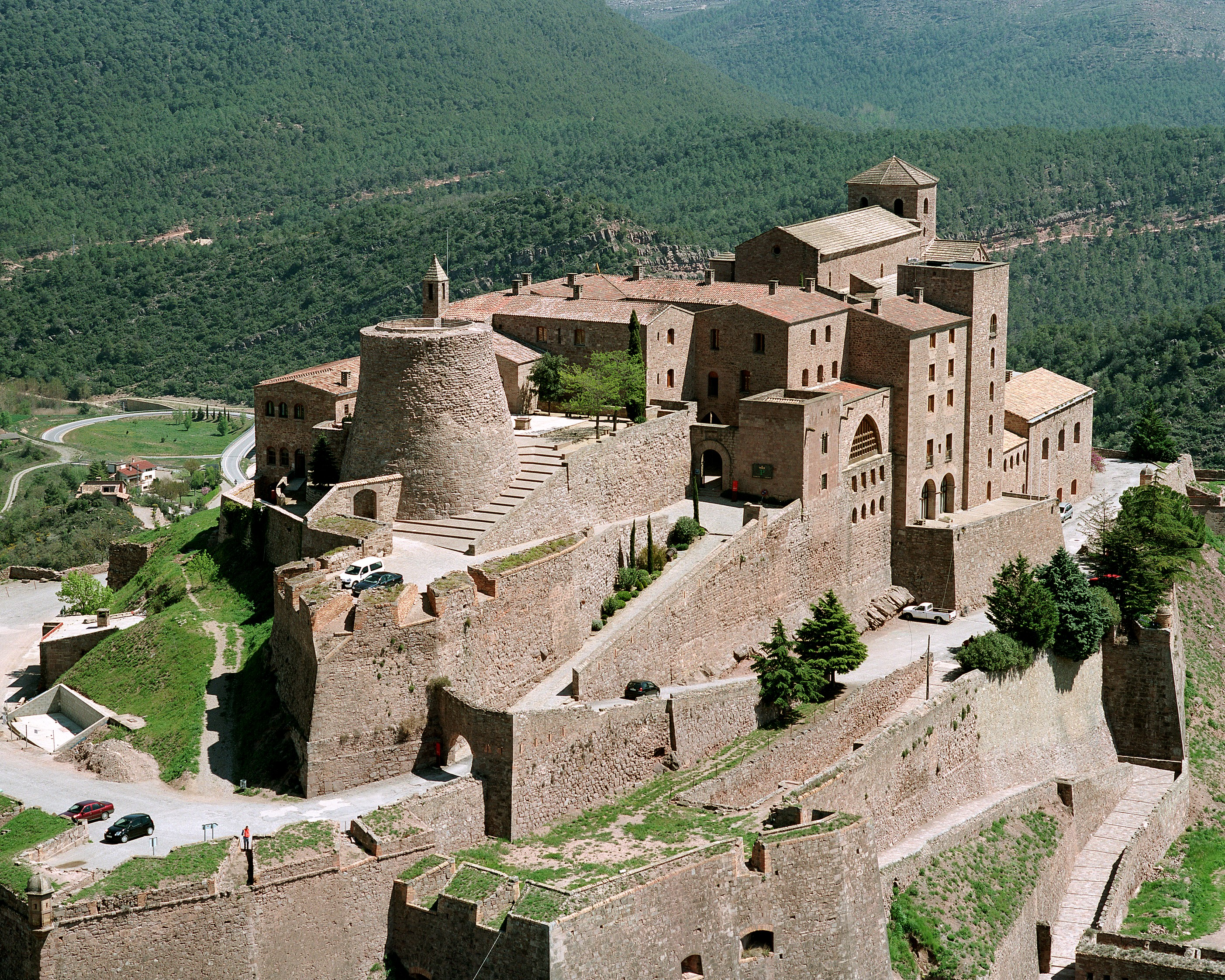
Castillo de Cardona, último reducto de la resistencia austracista en Cataluña.

Tras la repentina muerte de su hermano, el archiduque Carlos fue elegido emperador del Sacro Imperio Romano Germánico en septiembre de 1711. Esto le obligó a trasladarse a Fráncfort para su coronación como emperador con el título de Carlos VI y en consecuencia abandonar España, si bien dejó como regente a su esposa, la emperatriz Isabel Cristina de Brunswick. Cataluña esperaba que sus leyes e instituciones propias fuesen preservadas según lo acordado en el Pacto de Génova de 1705 firmado por los representantes del Principado y de la reina Ana de Inglaterra. Así, cuando en 1712 comenzaron las negociaciones de paz en Utrecht, Gran Bretaña planteó a Felipe V el «caso de los catalanes» y le pidió que conservase los fueros, a lo cual este se negó, aunque prometió una amnistía general. Los británicos no insistieron, puesto que tenían prisa porque se firmase el tratado y disfrutar de las enormes ventajas que les proporcionaba. Al conocer este acuerdo y presionada por Gran Bretaña, Austria accedió secretamente a un armisticio en Italia y confirmó el convenio sobre la evacuación de sus tropas de Cataluña. Finalmente la emperatriz también se embarcó en marzo de 1713, oficialmente para «asegurar la sucesión» del trono austríaco, quedando como virrey el príncipe Starhemberg, en realidad con la única misión de negociar una capitulación en las mejores condiciones posibles, pero ni siquiera esto se consiguió dado que Felipe V no aceptaba el mantenimiento de los fueros catalanes. Por otra parte, el Tratado de Utrecht únicamente había incluido una cláusula por la que Felipe concedía una amnistía general a los catalanes y les aseguraba los mismos privilegios que a sus súbditos castellanos, pero no mayores.
El gobierno catalán se componía entonces de tres instituciones, los Tres Comunes de Cataluña: el Consejo de Ciento que se encargaba de la ciudad de Barcelona, la Diputación General o Generalidad, de atribuciones sobre todo tributarias sobre el conjunto del territorio, y el Brazo militar de Cataluña. El 22 de junio de 1713 el príncipe Starhemberg comunicó a los catalanes que había llegado a un acuerdo con el general borbónico en el llamado Convenio de Hospitalet para la evacuación de las tropas, y como garantía les había entregado Tarragona. Tras ello, se embarcó secretamente junto con sus soldados, dejando a Cataluña a su suerte. En Barcelona se formó la Junta General de Brazos de Cataluña, la cual decidió una defensa numantina. Mientras tanto el comandante borbónico, el duque de Popoli, sometía las ciudades circundantes y terminó pidiendo la rendición de la propia Barcelona, a lo que esta se negó. Entonces Popoli inició un bloqueo marítimo, no demasiado eficaz, ya que era burlado por Mallorca, Cerdeña e Italia. En los siguientes meses se produjeron levantamientos en el campo, que fueron rápidamente sofocados. En marzo de 1714 se firmó el Tratado de Rastatt, confirmado en septiembre por el Tratado de Baden, lo que suponía el abandono definitivo de Carlos VI. El emperador envió una carta a la Diputación General de Cataluña en la que les explicaba que había firmado el tratado de Rastatt obligado por las circunstancias y que todavía mantenía el título de rey de España.

#### La batalla del 11 de septiembre de 1714

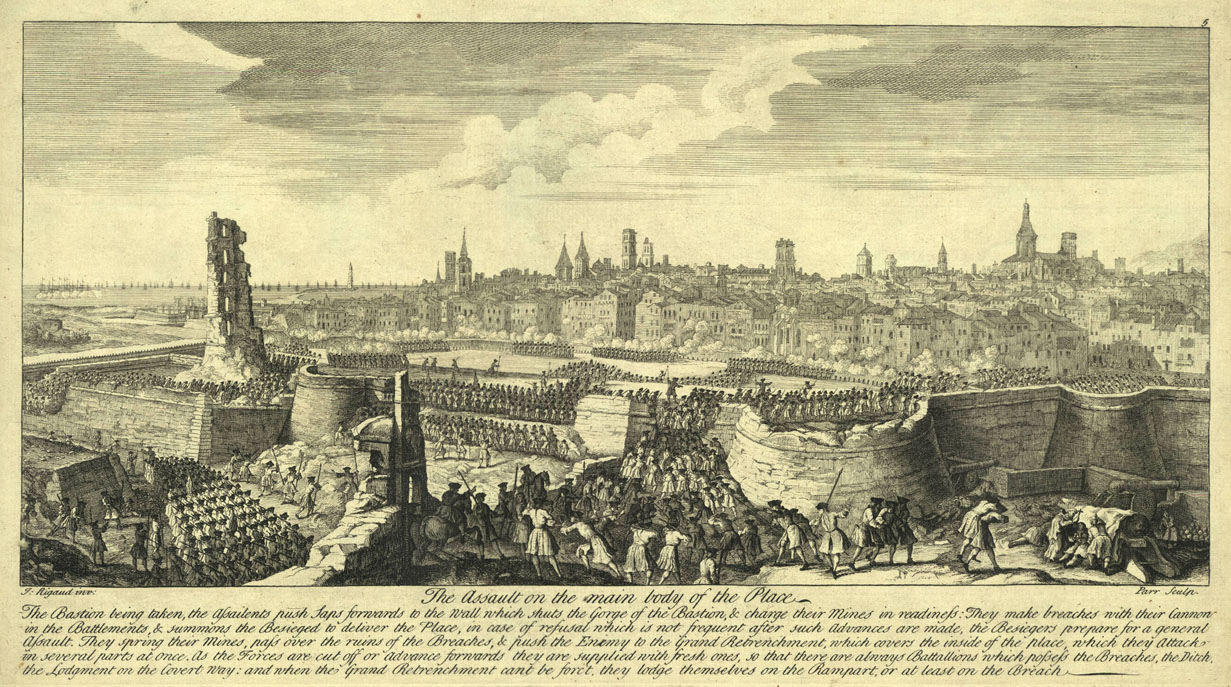
Asalto final sobre Barcelona del 11 de septiembre de 1714.

Felipe V, tras superar la muerte de su mujer, volvió a exigir la rendición de Barcelona que fue rechazada por los resistentes encabezados por el general Antonio de Villarroel y por el conseller en cap (consejero primero del Consejo de Ciento de Barcelona), Rafael Casanova. La ciudad había sido asediada por un ejército de 40 000 hombres y 140 cañones, y Felipe V respondió iniciando el bombardeo. El asedio continuó durante dos meses (previamente había sufrido nueve meses de dudoso bloqueo marítimo). El 11 de septiembre de 1714 el mariscal Berwick ordenó el asalto; la defensa de los catalanes fue «obstinada y feroz», tal como recordaba el marqués de San Felipe, y en la lucha cayeron heridos gravemente tanto Villarroel como Casanova.
En los momentos finales de la batalla, los Tres Comunes de Cataluña ordenaron publicar un bando llamando a la población barcelonesa a «derramar gloriosamente su sangre y vida por su rey, por su honor, por la Patria y por la libertad de toda España». Finalmente el 12 de septiembre se firmó la capitulación de Barcelona y el 13 de septiembre las tropas borbónicas ocuparon la ciudad.

### El fin del Principado de Cataluña

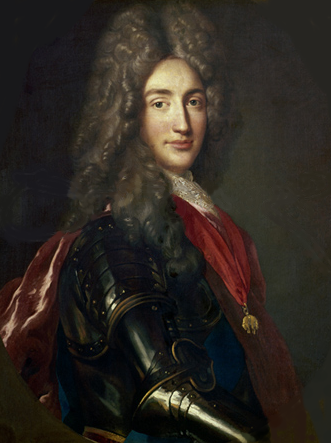
James Fitz-James, I duque de Berwick, hijo de Jacobo II de Inglaterra.

El duque de Berwick llevaba unas instrucciones precisas de Felipe V sobre el trato que debía dar a los resistentes cuando la ciudad cayera, en las que se decía que «se merecen ser sometidos al máximo rigor según las leyes de la guerra para que sirva de ejemplo para todos mis otros súbditos que, a semejanza suya, persisten en la rebelión».
A pesar de que pensaba, según lo que dejó escrito en sus Memorias, que aquella orden era desmesurada y «poco cristiana» —y que se explicaba porque Felipe V y sus ministros consideraban que «todos los rebeldes debían ser pasados a cuchillo» y «quienes no habían manifestado su repulsa contra el archiduque debían ser tenidos por enemigos»—, el duque de Berwick la cumplió nada más entrar en la ciudad de Barcelona el 13 de septiembre. Al día siguiente creó con carácter transitorio la Real Junta Superior de Justicia y Gobierno, de la que formaron parte destacados felipistas, y que sustituyó a las instituciones catalanas ya que su cometido era gobernar «aquel principado como si no tuviera gobierno alguno». Así el 16 de septiembre, solo cuatro días después de la capitulación de Barcelona, el duque de Berwick comunicaba a sus representantes la disolución de las Cortes catalanas y de las tres instituciones que formaban los Tres Comunes de Cataluña, el Brazo militar de Cataluña, la Diputación General de Cataluña y el Consejo de Ciento. Asimismo suprimía el cargo de virrey de Cataluña y de gobernador, la Audiencia de Barcelona, los veguers y el resto de organismos del poder real. En cuanto a los municipios los cargos de consellers, jurats y paers fueron ocupados por personas de probada fidelidad a la causa felipista y a finales de 1715 se impuso definitivamente la organización borbónica.

### Toma de Mallorca
Para la campaña de Mallorca e Ibiza (Menorca había quedado bajo soberanía británica según lo estipulado en el artículo 11 del Tratado de Utrecht), el intendente general de la Marina José Patiño tuvo que organizar una flota con escasez de efectivos y pertrechos, por lo que recurrió al flete de embarcaciones privadas, catalanas pero también francesas y genovesas. Con estas embarcaciones y el auxilio que se recibió de tropas francesas enviadas por Luis XIV, se logró la rendición de Mallorca el 2 de julio de 1715. Posteriormente se produjo la ocupación de Ibiza y Formentera el 5 de julio. Con estos episodios se dio por terminada la guerra de sucesión española, aunque políticamente no acabaría hasta la firma en abril de 1725 del Tratado de Viena entre los representantes de los dos antiguos contendientes, Felipe V y el archiduque Carlos, desde 1711 Carlos VI del Sacro Imperio Romano Germánico.

## Consecuencias

### La represión borbónica y el exilio austracista
Felipe V aplicó un conjunto de medidas represivas contra los austracistas que habían apoyado al archiduque Carlos y que afectaron sobre todo a los Estados de la Corona de Aragón. Una de las formas principales que revistió la represión fue la confiscación de sus bienes y propiedades. Según el historiador Joaquim Albareda, «acabada la guerra de Sucesión, el valor de las haciendas confiscadas a los austracistas fue el siguiente: en Castilla, 2 860 950 reales de vellón; en Cataluña, 1 202 249; en Aragón, 415 687; en Valencia, 207 690». Si se tiene en cuenta que el número de personas afectadas fue mucho mayor en los tres Estados de la Corona de Aragón que en Castilla se confirma que en esta última los que apoyaron al archiduque fueron fundamentalmente nobles, mientras que en la Corona de Aragón el apoyo fue mucho más amplio y diverso socialmente.
La derrota en la guerra y la represión borbónica provocaron el exilio de miles de austracistas, hecho considerado por el historiador Joaquim Albareda como el primer exilio político de la historia de España. Aunque también existió un exilio felipista integrado por los partidarios de Felipe V que fueron obligados entre 1705 y 1707 a abandonar los Estados de la Corona de Aragón, el exilio austracista, como ha señalado el citado historiador, fue mucho más importante ya que «alcanzó unas dimensiones sin precedentes en la historia de España: entre 25 000 y 30 000 personas».
El destino principal de los exiliados fueron las antiguas posesiones del Consejo de Italia, como el Reino de Nápoles y el Ducado de Milán, y la isla de Cerdeña y los Países Bajos españoles, estados que habían pasado a la soberanía del archiduque Carlos, convertido en el emperador Carlos VI del Sacro Imperio Romano Germánico. Otra parte, unos 1500, marchó a la capital del Imperio, Viena, donde algunos de los exiliados ocuparon cargos importantes en la corte de Carlos VI como el catalán marqués de Rialp nombrado secretario de Estado y del Despacho. Hubo un grupo de unos 800 colonos que fundaron Nueva Barcelona en el Banato de Temesvar en el Reino de Hungría, que también era un dominio de Carlos VI.
Una segunda oleada más reducida de represión y de exilio se produjo más tarde en momentos de crisis internacional que coincidía con el renacimiento de la resistencia austracista como ocurrió con el movimiento de los carrasclets de 1717-1719 durante la guerra de la Cuádruple Alianza.
De los exiliados se ocupó por orden del emperador Carlos VI el Consejo Supremo de España creado en la corte de Viena a finales de 1713 y su ayuda se concretó en el pago de rentas y pensiones a los exiliados que procedían de los bienes confiscados a los partidarios de Felipe V de los estados italianos incorporados a la Corona de Carlos VI. En esta ayuda desempeñó un papel esencial el marqués de Rialp.

### La política «revisionista» de Felipe V y el Tratado de Viena de 1725
La conquista española de Cerdeña en 1717 y la del reino de Sicilia en 1718 provocaron la guerra de la Cuádruple Alianza en la que Felipe V salió derrotado por lo que tras la firma del Tratado de La Haya en febrero de 1720 tuvo que retirarse de las dos islas. Para concretar los acuerdos de La Haya se reunió el Congreso de Cambrai (1721-1724) que supuso un nuevo fracaso para Felipe V porque no alcanzó su gran objetivo dinástico —que los ducados de Parma y de Toscana pasaran a su tercer hijo varón Carlos— y tampoco que Gibraltar volviera a soberanía española.

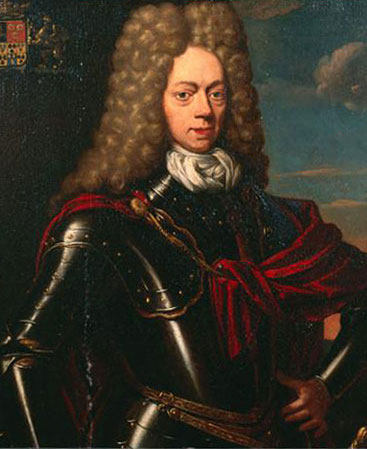
Juan Guillermo Ripperdá, barón y duque de Ripperdá.

Johan Willem Ripperdá, un noble neerlandés que había llegado a Madrid en 1715 como embajador extraordinario de las Provincias Unidas y que tras abjurar del protestantismo se había puesto al servicio del monarca ganándose su confianza, convenció al rey y a la reina para que lo enviaran a Viena, comprometiéndose a alcanzar un acuerdo con el emperador Carlos VI que pusiera fin a la rivalidad entre ambos soberanos por la Corona de España y que permitiera que el infante don Carlos pudiera llegar a ser el nuevo duque de Parma, de Piacenza y de Toscana.
El 30 de abril de 1725 se firmó el Tratado de Viena que acabó definitivamente con la guerra de Sucesión española al renunciar el emperador Carlos VI a sus derechos a la Corona de España y reconocer como rey de España y de las Indias a Felipe V, y a cambio este reconocía al emperador la soberanía sobre las posesiones de Italia y de los Países Bajos que habían correspondido a la Monarquía Hispánica, y volvía a reiterar su renuncia al trono de Francia. En uno de los documentos Felipe V otorgaba la amnistía a los austracistas y se comprometía a devolverles sus bienes que habían sido confiscados durante la guerra y en la inmediata posguerra. Asimismo se les reconocían los títulos que les hubiera otorgado Carlos III el Archiduque. Además Felipe V concedía a la Compañía de Ostende importantes ventajas comerciales para que pudiera comerciar con las Indias españolas. A cambio Viena ofrecía su apoyo a Felipe V para presionar al rey de Gran Bretaña para que recuperara Gibraltar y Menorca. En cuanto a los derechos sobre los ducados de Parma, Piacenza y Toscana, Ripperdá consiguió que Carlos VI aceptara que pasasen al infante don Carlos, al extinguirse la rama masculina de los Farnesio, aunque nunca podrían integrarse en la Monarquía de España. Por último Ripperdá, siguiendo las instrucciones de Felipe V, no permitió que se planteara de nuevo el «caso de los catalanes», por lo que se mantuvo la Nueva Planta que, mediante decreto del 9 de octubre de 1715, había suprimido algunas de las leyes e instituciones propias del Principado de Cataluña.

Coaliciones en Europa entre 1725 y 1730. Los firmantes del Tratado de Viena de abril de 1725 en azul y los firmantes del Tratado de Hannover de septiembre de 1725 en rojo. Prusia, en marrón, al principio se unió a la Alianza de Hanover, pero después cambió de bando tras el Tratado de Berlín de diciembre de 1728

Cuando las monarquías de Gran Bretaña y de Francia tuvieron conocimiento del Tratado de Viena firmaron el 3 de septiembre de 1725, con el Reino de Prusia, el Tratado de Hannover para «mantener a los Estados firmantes en los países y ciudades dentro y fuera de Europa que actualmente poseyeran». Esta postura beligerante de las potencias garantes del statu quo de Utrecht hizo que el emperador diera marcha atrás y no consintiera el matrimonio de sus dos hijas con los infantes españoles Carlos y Felipe —doble enlace matrimonial con los que se iba a sellar la nueva alianza—, y que anunciara que tampoco apoyaría a Felipe V si este intentaba recuperar Gibraltar o Menorca. En contrapartida las concesiones comerciales prometidas a la Compañía de Ostende nunca se materializaron y acabó disolviéndose en 1731 por la presión británica.
En cambio Felipe V respondió con el segundo sitio a Gibraltar en 1727 que no tuvo éxito debido a la superioridad de la flota británica que defendía el Peñón, que impidió que la infantería pudiera lanzarse al asalto después de que la artillería hubiera bombardeado las fortificaciones británicas. Finalmente la guerra anglo-española de 1727-1729 se selló con la firma del Tratado de Sevilla del 9 de noviembre de 1729 en el que Felipe V, a cambio de reconocer definitivamente el nuevo orden internacional surgido de la Paz de Utrecht, obtuvo lo que venían anhelando él y su esposa Isabel Farnesio desde 1715, que el hijo primogénito de ambos, el infante Carlos ocupara el trono del Ducado de Parma y Piacenza en 1731 y fuera nombrado heredero del Ducado de Toscana a la muerte de Juan Gastón de Médici.

## Conclusiones

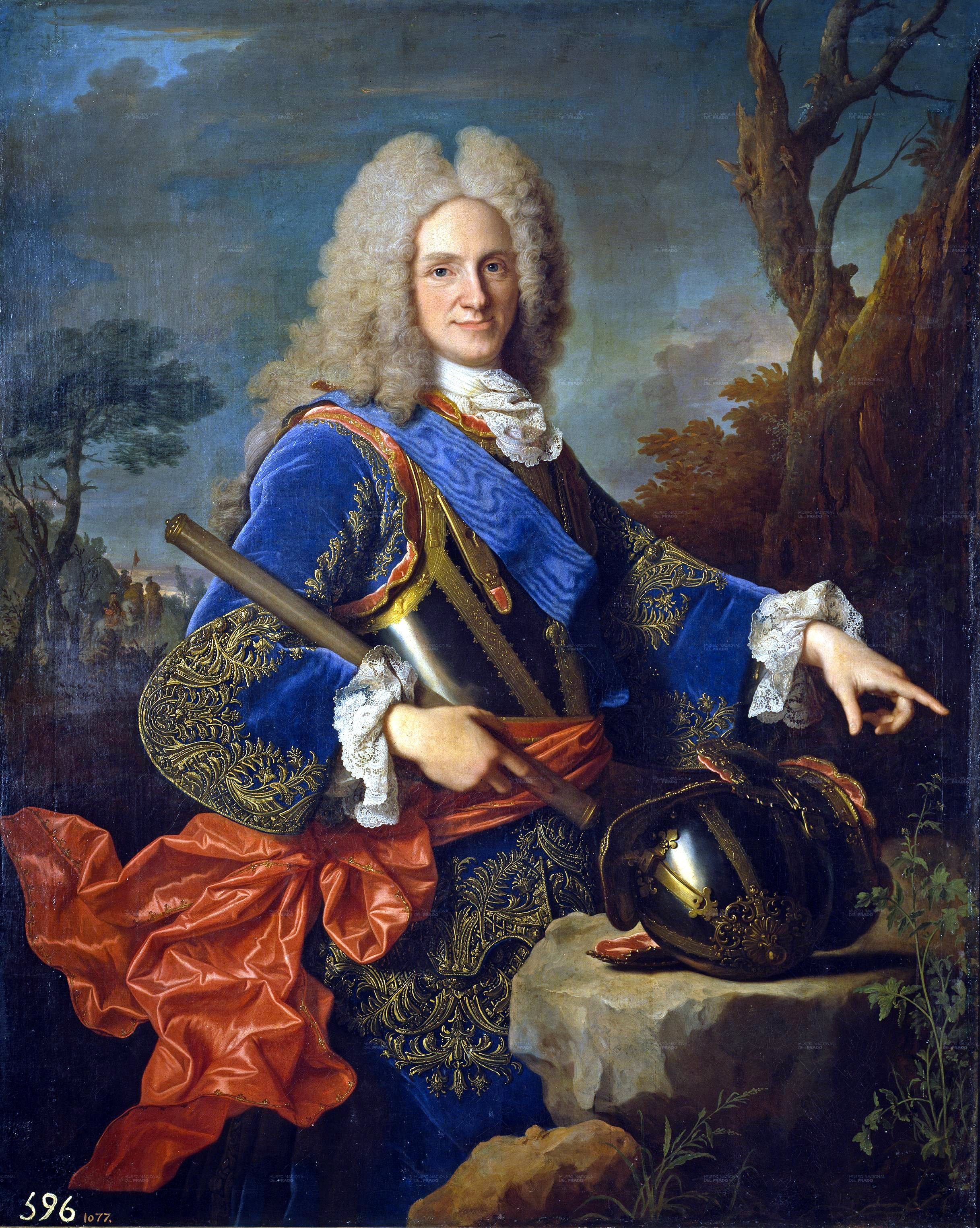
Retrato de Felipe V de España de Jean Ranc (1723).

A la pregunta ¿quién ganó la guerra de sucesión española? la respuesta suele ser unánime: la Monarquía de Gran Bretaña —que consiguió el dominio del Atlántico y del Mediterráneo, con las bases de Gibraltar y de Menorca, y que puso los cimientos del Imperio británico, con las concesiones territoriales y comerciales que consiguió en América—. Pero también salieron beneficiados, aunque en menor proporción, los otros dos firmantes de la Gran Alianza de 1701: las Provincias Unidas y el Imperio austríaco. Este último se quedó con las posesiones de la Monarquía Hispánica en Italia y en los Países Bajos, aunque Carlos VI no consiguió la Corona española. La Monarquía de Francia, por su parte, alcanzó el objetivo de situar en el trono español a un borbón, aunque no solo no obtuvo ningún rédito de ello sino que pagó un alto precio pues Francia salió de la guerra con una grave crisis financiera que arrastraría a lo largo de todo el siglo XVIII. «Fue la fortuna de su familia la que guió la actuación de Luis XIV antes que los dictados de la razón de Estado», afirma Joaquim Albareda.
En cuanto a la Monarquía de España el desenlace de la guerra supuso la entronización de la nueva dinastía borbónica, a costa de la pérdida de sus posesiones en Italia y los Países Bajos, más Gibraltar y Menorca, y de la pérdida del control del comercio con el Imperio de las Indias, a causa de la concesión a los británicos del asiento de negros y del navío de permiso. Con todo ello se produjo, según Joaquim Albareda, «la conclusión política de la decadencia española». Así pues, Felipe V fracasó en la misión por la que fue elegido como sucesor de Carlos II: conservar íntegros los territorios de la monarquía.
A nivel interno Felipe V puso fin a la Corona de Aragón por la vía militar y abolió las instituciones y leyes propias que regían los estados que la componían, instaurando en su lugar un Estado absolutista, centralista y uniformista, inspirado en la monarquía absoluta de su abuelo Luis XIV y en algunas instituciones de la Corona de Castilla. Así pues, se puede afirmar que los grandes derrotados de la guerra fueron los austracistas defensores no solo de los derechos de la dinastía de los Austrias sino del mantenimiento del carácter «federal» de la Monarquía Hispánica.
Según la historiadora y periodista suiza Sibille Stocker y el también historiador de la misma nacionalidad Christian Windler, autores de Instituciones y desarrollo socioeconómico en España e Hispanoamérica desde la época virreinal (Bogotá, 1994), en el terreno económico, los territorios de la Corona de Aragón se beneficiaron ampliamente de la derogación de las aduanas, así como del acceso a un nuevo y amplio mercado; especialmente Cataluña que pudo amplificar sus réditos, al comerciar con las colonias americanas. Las reformas del nuevo rey, crearon un ambiente positivo que favoreció considerablemente la artesanía, la industria y el comercio, lo que derivó en un ambiente favorable para la pacificación entre los contendientes en el conflicto.
Según el historiador Ricardo García Cárcel, la victoria borbónica en la guerra supuso el «triunfo de la España vertical sobre la España horizontal de los Austrias», entendiendo por «España horizontal», la «España austracista», la que defiende «la España federal que se plantea la realidad nacional como un agregado territorial con el nexo común a partir del supuesto de una identidad española plural y “extensiva”», mientras que la «España vertical» es la «España centralizada, articulada en torno a un eje central, que ha sido siempre Castilla, vertebrada desde una espina dorsal, con un concepto de una identidad española homogeneizada e “intensiva”».
Según el historiador Juan Pablo Fusi, la nueva monarquía llevó a cabo reformas favorables de gran calado: se promovió la educación, el patronazgo de academias y se realzó la investigación científica, especialmente en las ciencias médicas y en matemáticas. Así mismo, se llevaron a cabo reformas positivas en el sistema de producción, con la creación de reales fábricas; esto conllevó a una consecuente innovación de las técnicas productivas, de reanimación de sectores «decaídos» y a la creación de sectores productivos antes inexistentes.